# Inzinzac-Lochrist
Inzinzac-Lochrist [ɛ̃zɛ̃zak lɔkʁist] (en breton : Zinzag-Lokrist) est une commune française, située dans le département du Morbihan en région Bretagne.

## Géographie

### Localisation
Inzinzac-Lochrist se situe en Bretagne, dans le département du Morbihan. Inzinzac-Lochrist, voisine de la ville d'Hennebont, se situe à 20 km de Lorient et à 50 km de Vannes.
La ville, située au cœur de la vallée du Blavet, est membre de la communauté d'agglomération de Lorient Agglomération.
Inzinzac-Lochrist est une commune formée par quatre entités agglomérées : Inzinzac, Lochrist, Penquesten et Kerglaw.
| - Carte de la commune de Inzinzac-Lochrist dans son environnement géographique.. |

| Calan   | Lanvaudan         | Lanvaudan |
| Cléguer | Inzinzac-Lochrist | Languidic |
| Caudan  | Hennebont         | Languidic |

### Relief
La commune est assez vallonnée. L'altitude varie entre 2 mètres au niveau de la dernière écluse du canal du Blavet (écluse de Polvern) et 111 mètres dans l'angle nord-ouest du territoire communal sur le plateau dominant la vallée du Blavet, situé le plus souvent entre 90 mètres et 110 mètres d'altitude, et qui forme la majeure partie du finage communal. La vallée du Blavet est encaissée d'une soixantaine de mètres par rapport à ce plateau et présente à certains endroits des escarpements rocheux (notamment la Chaise du Diable au nord de Lochrist, à l'est du hameau de Kerdréan, constitué de mylonite d'époque hercynienne), même si ses versants sont le plus souvent boisés. Ce relief accidenté explique le nom attribué au plus connu des clubs de football locaux (US Montagnarde) et à une compétition cycliste ("Circuit des grimpeurs" passant plusieurs fois par le lieu-dit "La Montagne"), le quartier situé à l'ouest de Lochrist étant lui-même dénommé "La Montagne".

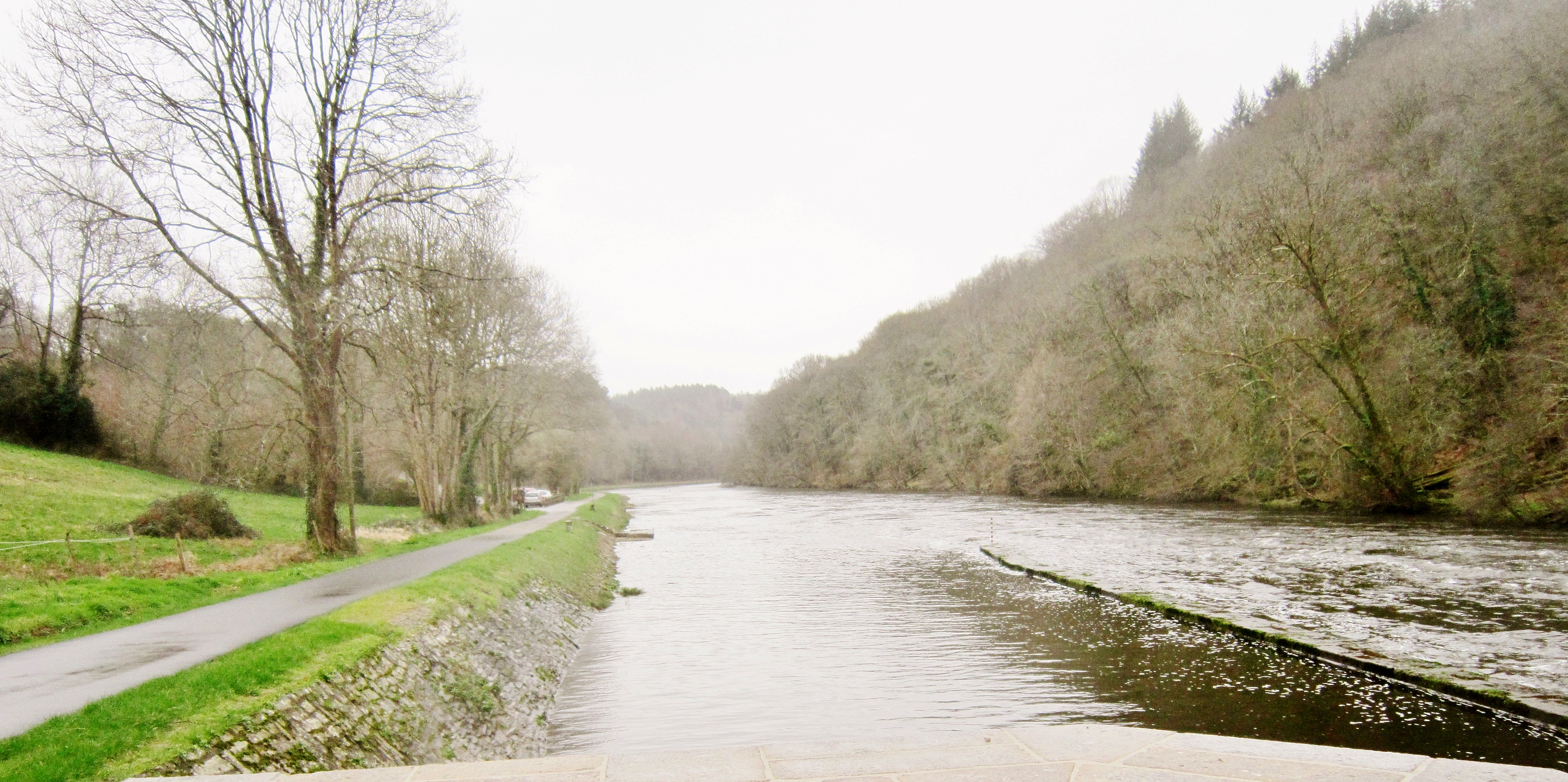
La vallée du Blavet canalisé : vue vers l'aval depuis l'écluse de Trébihan (à gauche rive gauche côté Languidic, à droite rive droite côté Inzinzac-Lochrist.
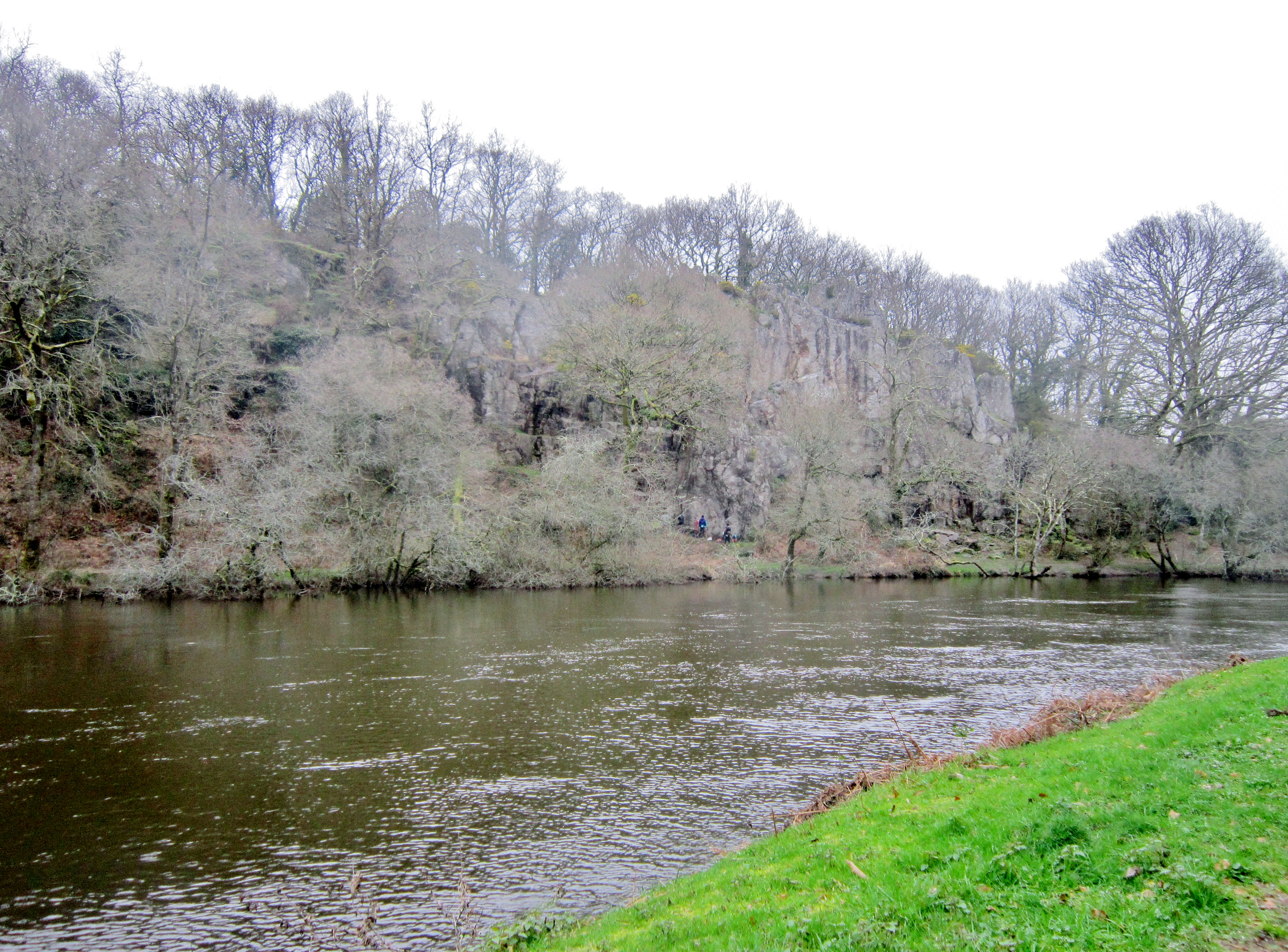
Les falaises de la Chaise du Diable en Inzinzac-Lochrist sur la rive droite du Blavet.

Le bourg d'Inzinzac est situé à mi-pente à une altitude voisine de 75 mètres. Le bourg de Penquesten est situé sur une colline qui culmine à 95 mètres d'altitude. Le bas de Lochrist est situé au niveau du Blavet à une altitude de seulement 2 mètres alors que le haut de Lochrist est situé à une altitude voisine de 65 mètres.
| - Carte topographique de la commune de Inzinzac-Lochrist. |

### Environnement
Le bois de Trémelin, situé au nord du bourg d'Inzinzac, est le plus vaste de la commune ; plusieurs sentiers de randonnée, dont le GR 341, pemettent de le parcourir.
Dans le cadre de sa trame verte, elle-même intégrée dans la « ceinture verte » de l'agglomération (dans le cadre du SCoT du pays de Lorient), la commune a effectué une requalification des berges et rives du Blavet et d'une friche industrielle (ancien site sidérurgique) ; le Blavet et le « bois de Trémelin » (750 hectares) sont deux des éléments importants de la ceinture verte.
Le parc du Bunz, 7 hectares, est l'ancienne propriété des directeurs des Forges. L'ancien château, victime d'un incendie, a été rasé. Le site, appartenant aujourd'hui à l'agglomération, est ouvert au public.

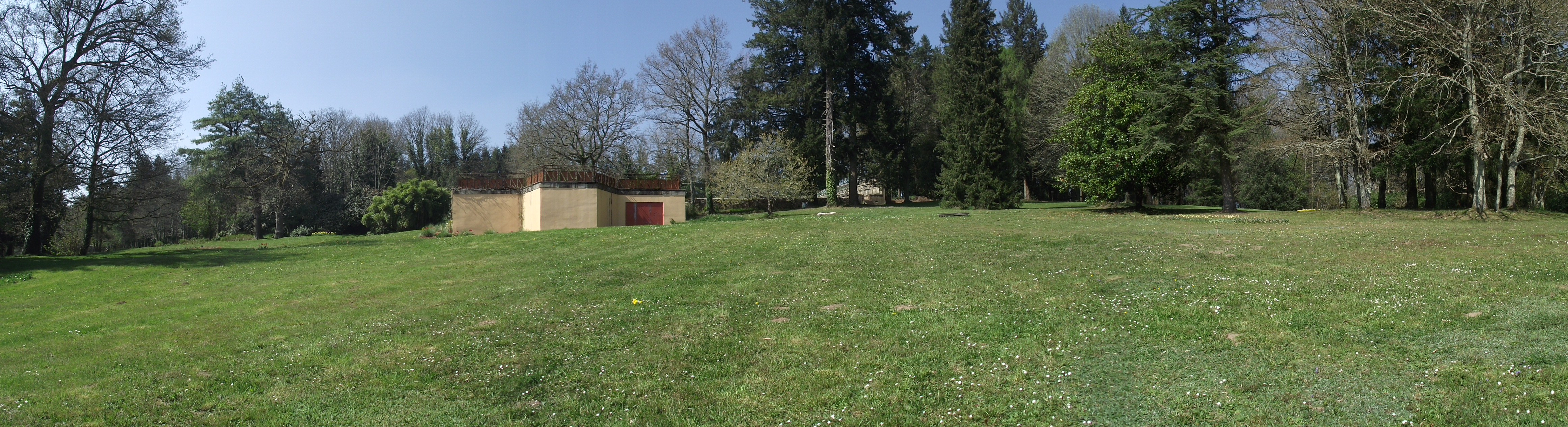
Le Parc du Bunz, à Lochrist (vue de la base de l'ancien château).

### Transports

#### Transports en commun
La commune d'Inzinzac-Lochrist est desservie par le réseau CTRL :
| Ligne | 14  |  | Inzinzac-Lochrist - Mané Bihan ↔ Lorient - Gare d'échanges |
| Ligne | 41E |  | Inzinzac-Lochrist - Mané Bihan ↔ Lorient - Lycées          |
| Ligne | 104 |  | Bubry - Centre ↔ Inzinzac-Lochrist - Les forges            |

#### Autres modes de transport
Le Blavet est canalisé entre Gouarec et Pontivy d'une part (c'est alors une section du Canal de Nantes à Brest) et entre Pontivy et Lorient (Canal du Blavet) d'autre part. 

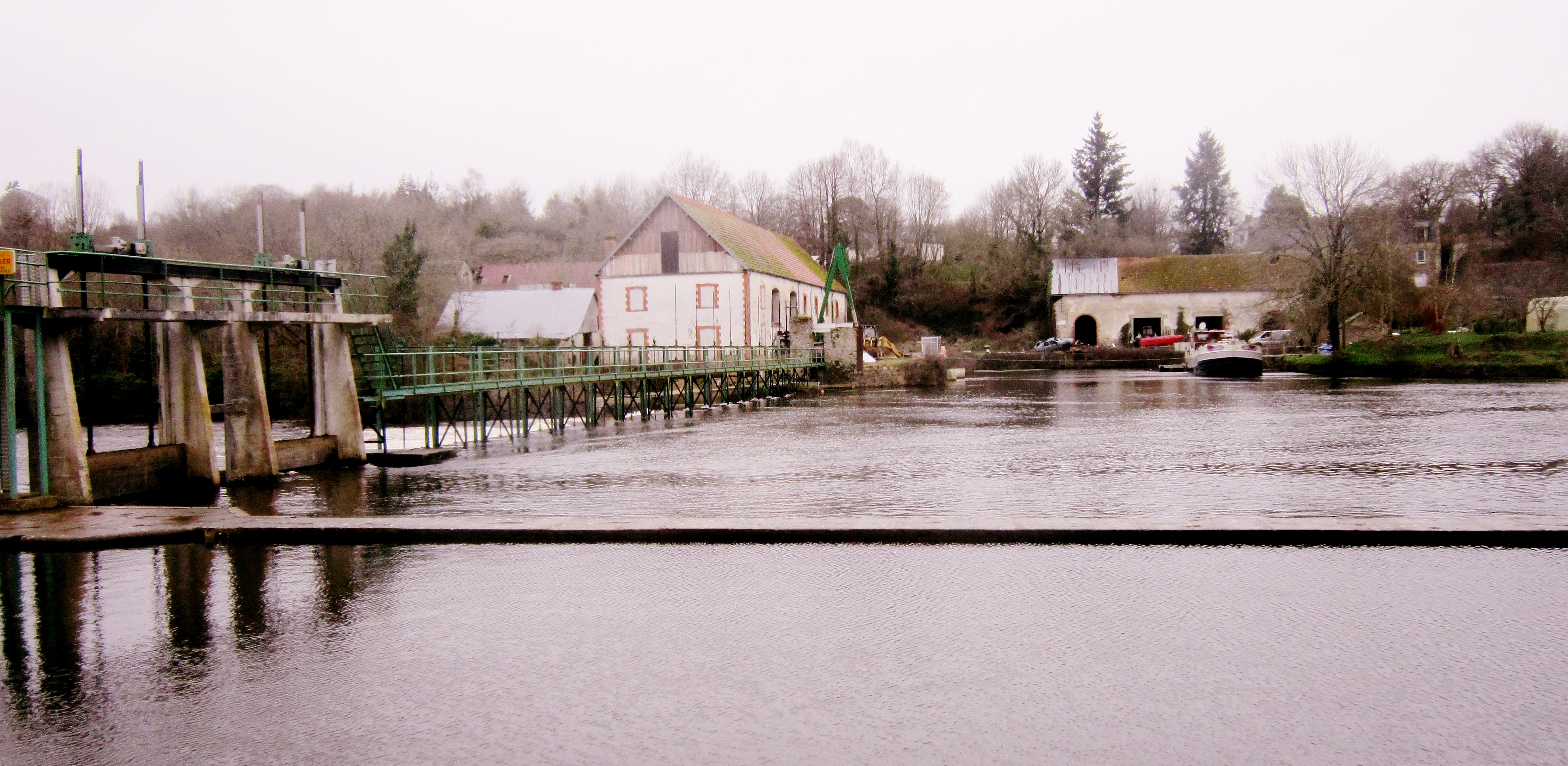
L'écluse du Rudet, l'ancienne usine Debicky et le petit port du Rudet en Inzinzac-Lochrist vus depuis la rive gauche du Blavet en Languidic.
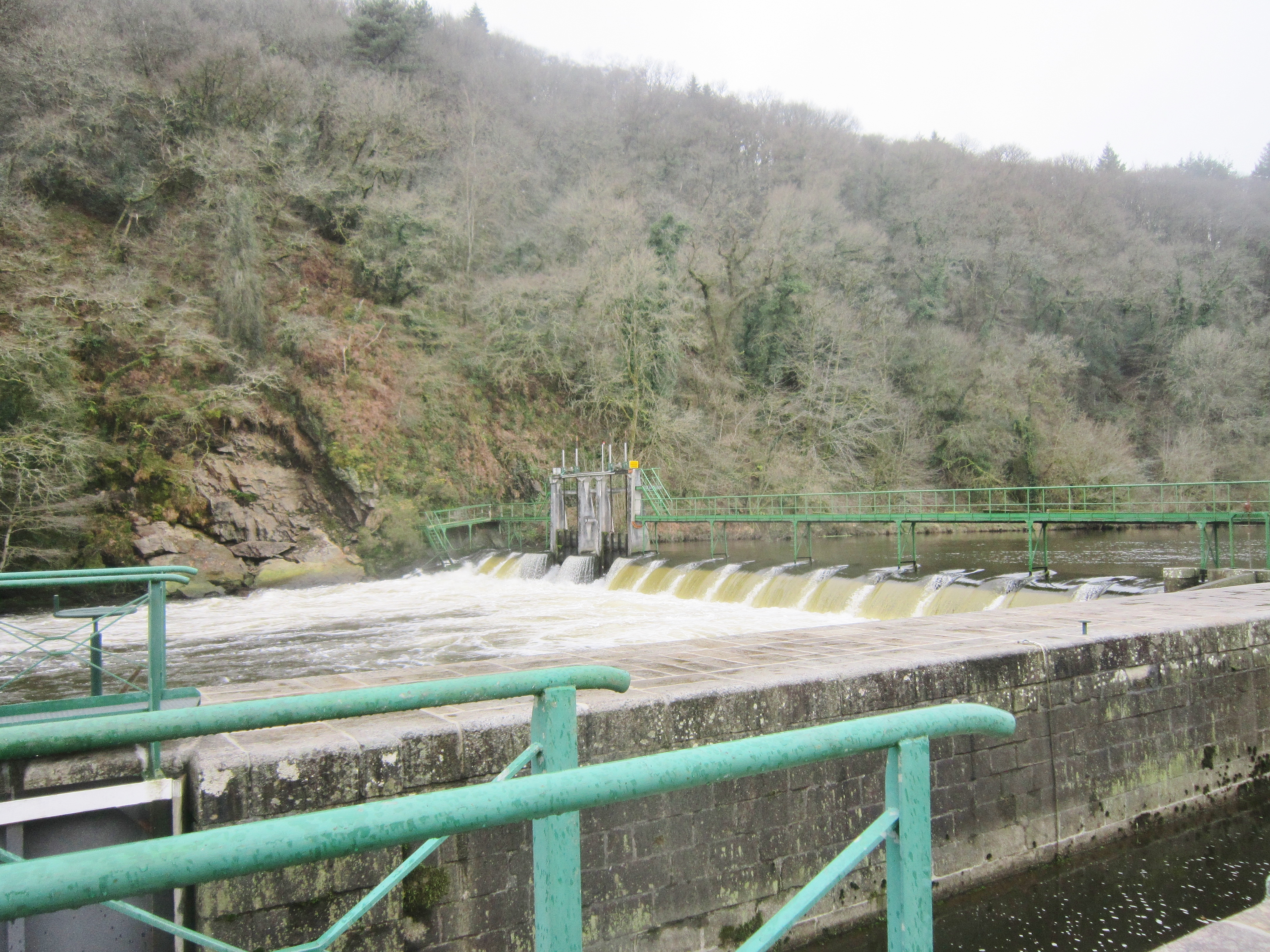
L'écluse de Trébihan, entre Languidic et Inzinzac-Lochrist, sur le Blavet canalisé.
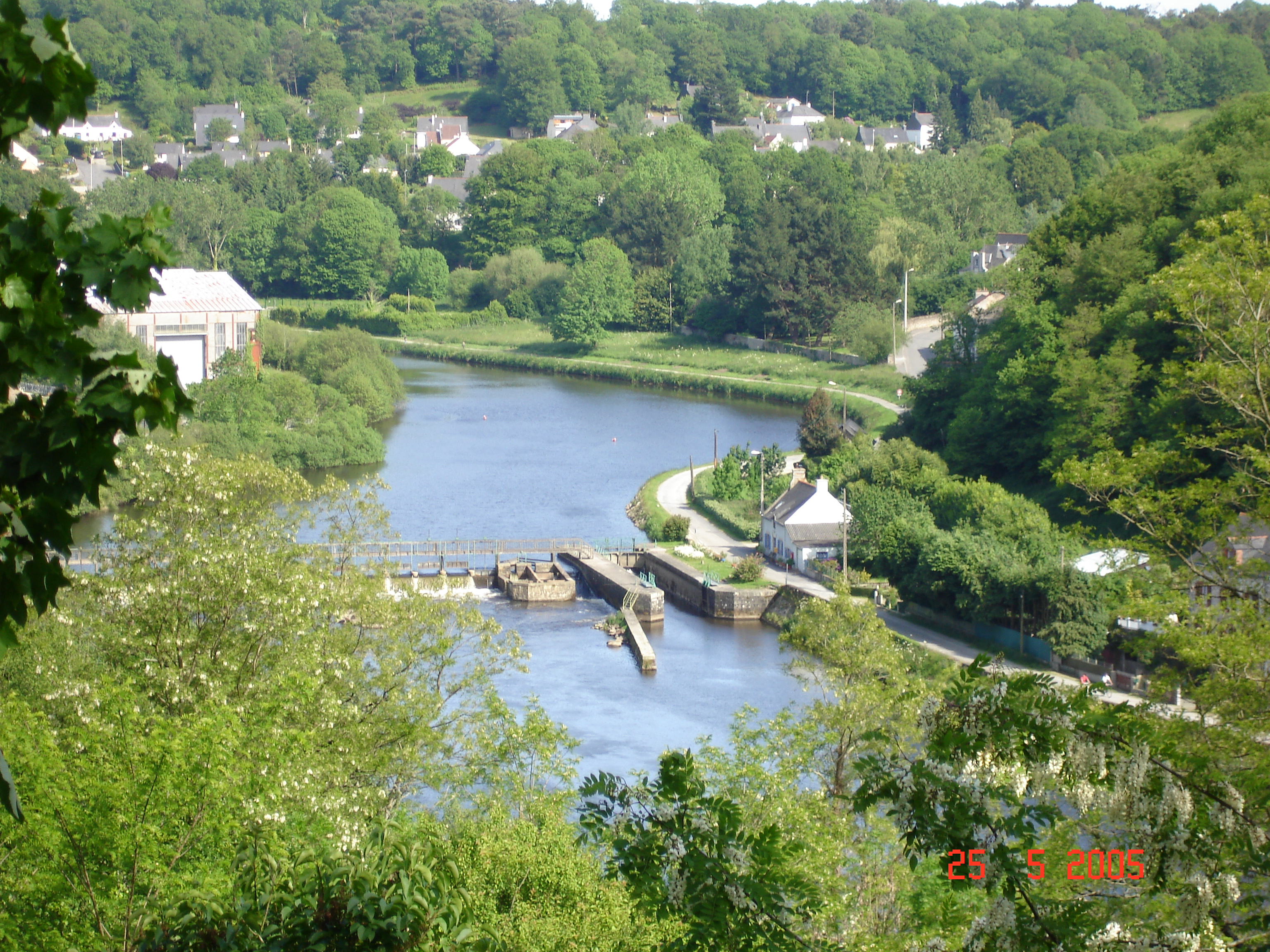
L'écluse du Grand Barrage sur le Blavet canalisé.
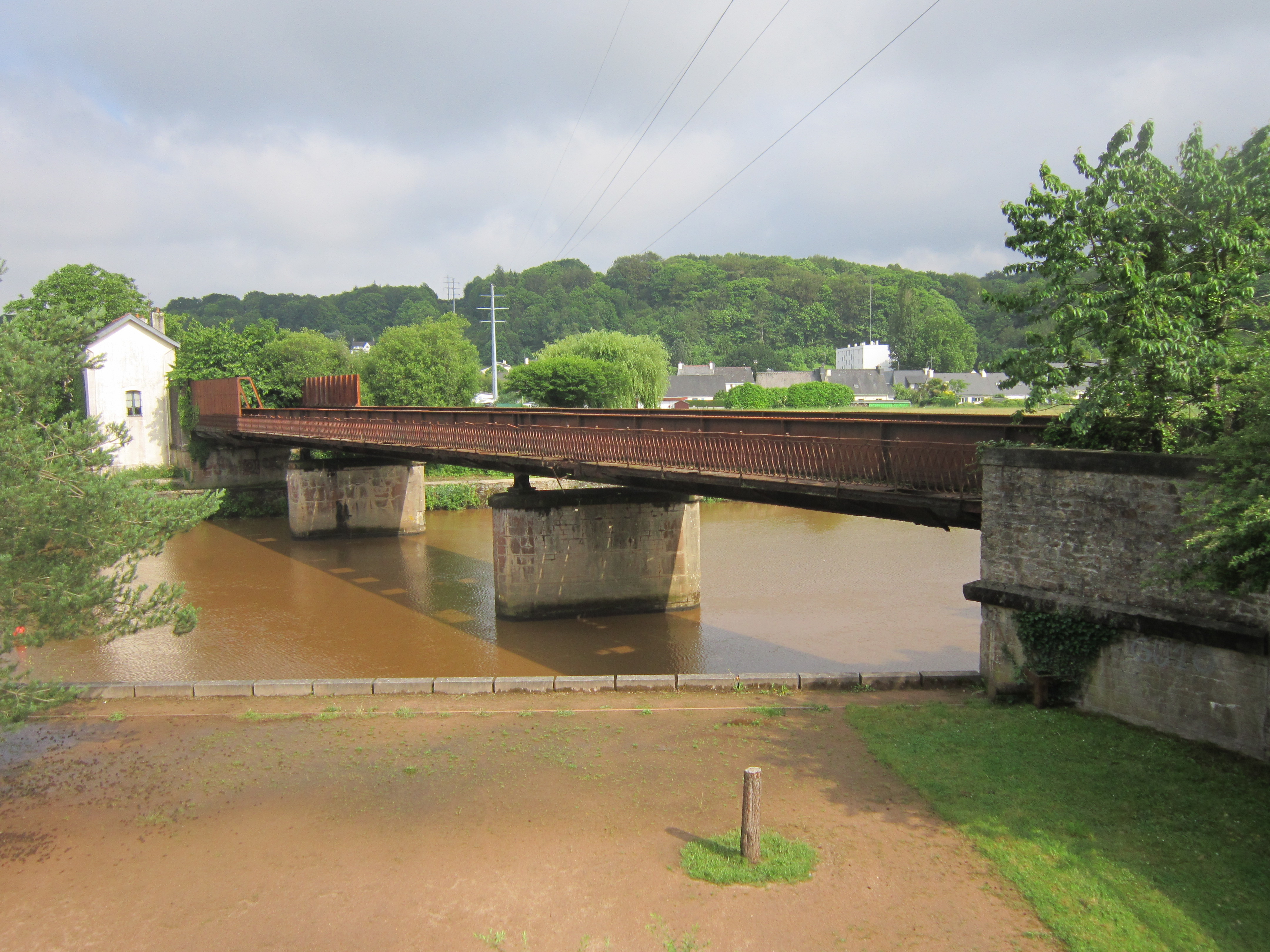
Inzinzac-Lochrist : le pont de Langroix sur le Blavet.

Par voie routière Inzinzac-Lochrist est desservi par la D 145 qui vient d'Hennebont, traverse les agglomérations de Lochrist et Inzinzac, avant de poursuivre vers le nord en direction de Lanvaudan et par la D 23, qui côté sud vient aussi d'Hennebont et qui, après avoir traversé comme la D 145 le Blavet au pont de Langroix, traverse aussi Lochrist, puis Penquesten.
La gare la plus proche est celle d'Hennebont.

### Hydrographie
Pour un article plus général, voir Réseau hydrographique du Morbihan.
La commune est située dans le bassin Loire-Bretagne. Elle est drainée par le Blavet, le Kergonan, le Kerollin, le ruisseau du Moulin de l'angle et divers autres petits cours d'eau,.
Le Blavet borde la commune à l'est et au sud. Il y décrit un grand méandre et sépare Inzinzac-Lochrist de Languidic et Hennebont. D'une longueur de 149 km, il prend sa source dans la commune de Bourbriac et se jette  dans le canal de Nantes à Brest en limite de Plélauff et de Gouarec, après avoir traversé 31 communes.  Les caractéristiques hydrologiques du Blavet sont données par la station hydrologique située sur la commune. Le débit moyen mensuel est de 27,9 m3/s. Le débit moyen journalier maximum est de 525 m3/s, atteint lors de la crue du 27 janvier 1995. Le débit instantané maximal est quant à lui de 645 m3/s, atteint le 6 janvier 2001.
PLusieurs de ses affluents de rive droite traversent ou limitent la commune : au nord-est le Ruisseau du Moulin de l'Angle sépare Inzinzac-Lochrist de Lanvaudan ; au nord-ouest le Ruisseau du Moulin de Kerollin et son propre affluent le Ruisseau du Pont du Couëdic en font de même, le Ruisseau du Moulin de Kerollin traversant ensuite plus en aval le nord du territoire communal et alimentant l'étang du Moulin (étang de Ty-Mat) avant, coulant vers le sud, de confluer avec le Blavet juste à l'est du bourg d'Inzinzac près du château de Locqueltas ; un autre affluent du Blavet, le Ruisseau de Kergonano, sert de limite communale avec Cléguer et Caudan à l'ouest et au sud-ouest du finage communal.
Le Kergonan, d'une longueur de 10 km, prend sa source dans la commune de Calan et se jette  dans le Blavet à Hennebont, après avoir traversé cinq communes. 
Le Kerollin, d'une longueur de 12 km, prend sa source dans la commune de Calan et se jette  dans le Blavet à Hennebont, après avoir traversé quatre communes. 

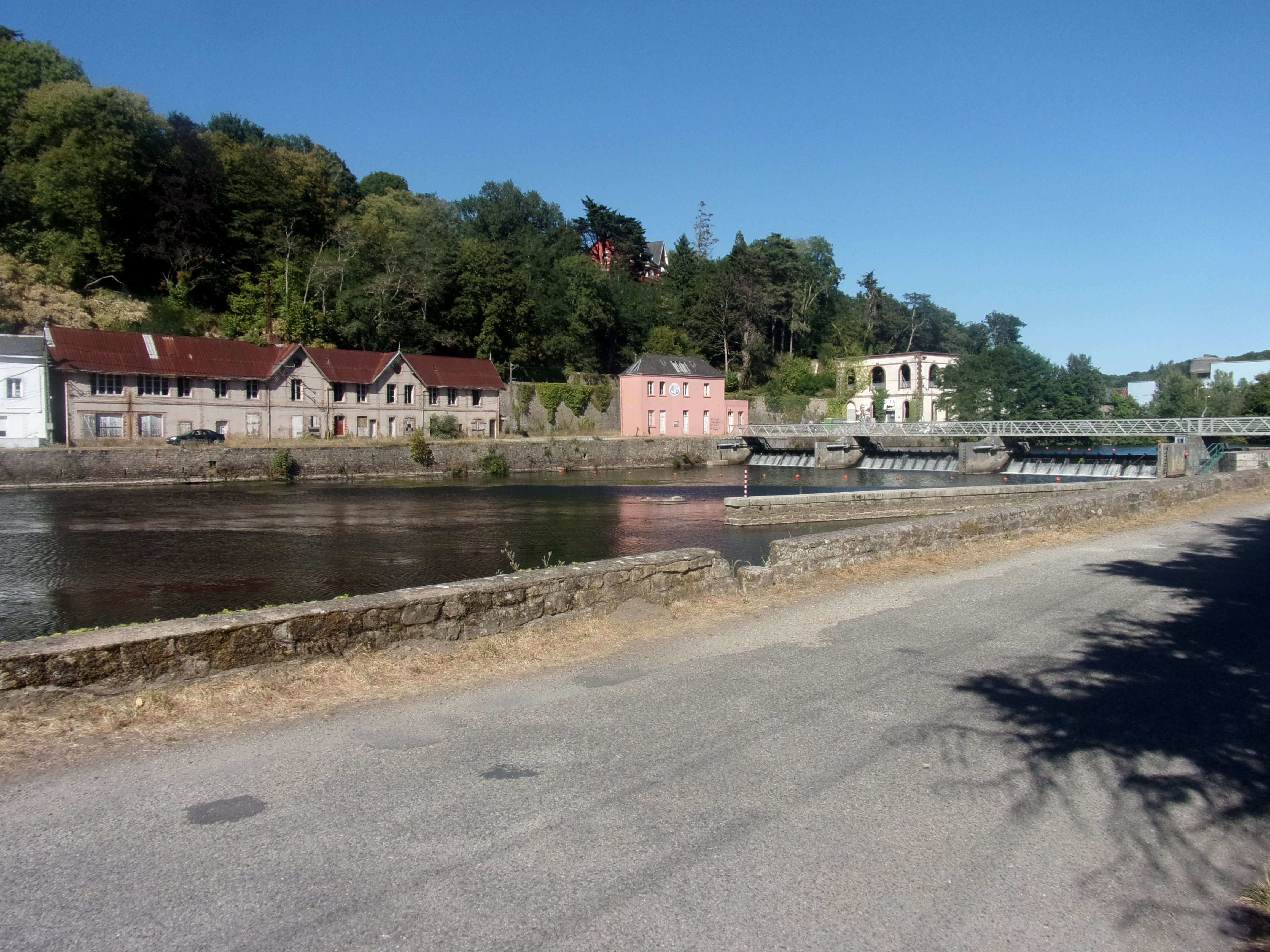
Le Blavet à Inzinzac-Lochrist avec au second plan l'ancien bureau de la paye des forges.
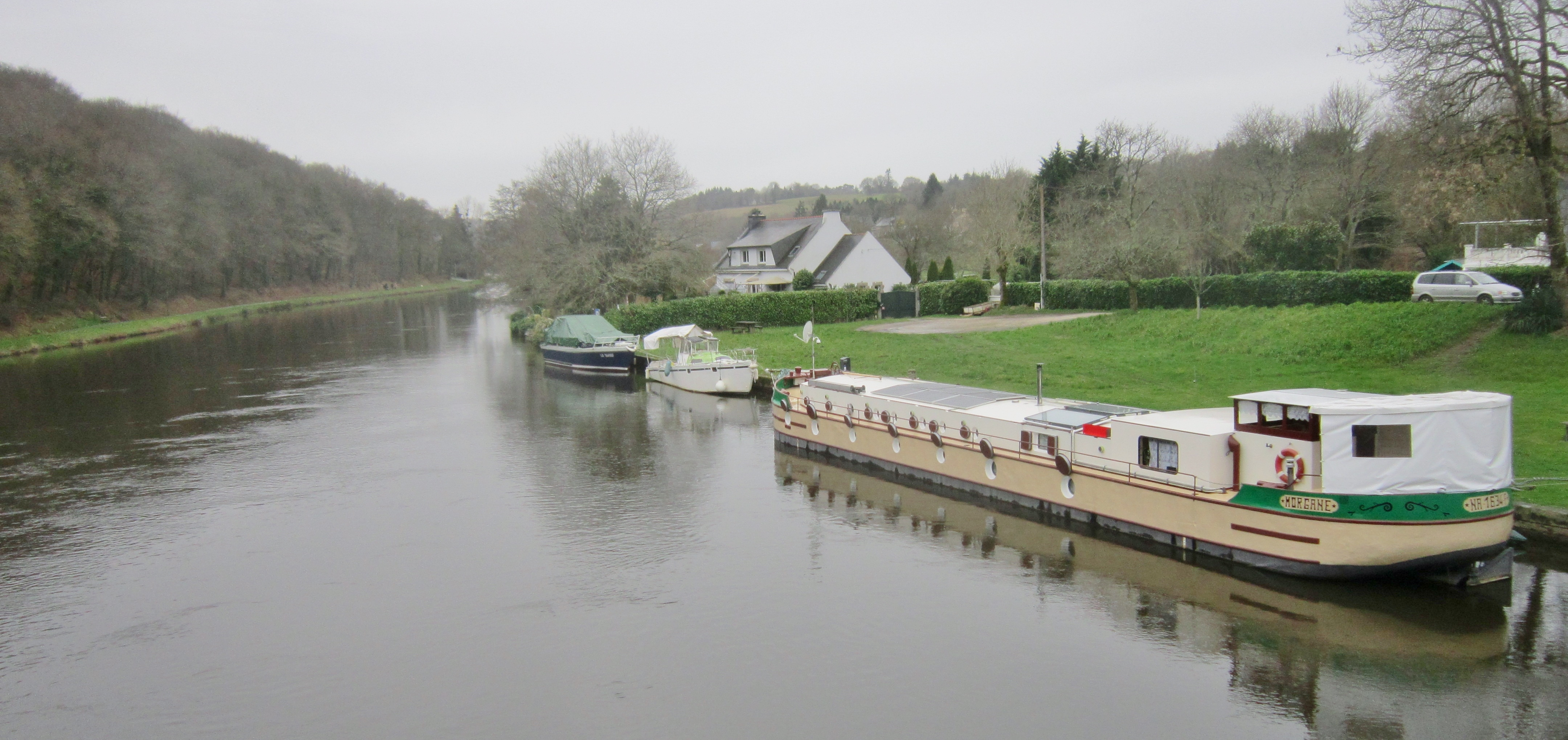
Le Blavet canalisé : vue vers l'aval depuis le pont de Pont-Neuf (D 102) ; à droite la rive droite côté Inzinzac-Lochrist, à gauche la rive gauche côté Languidic.
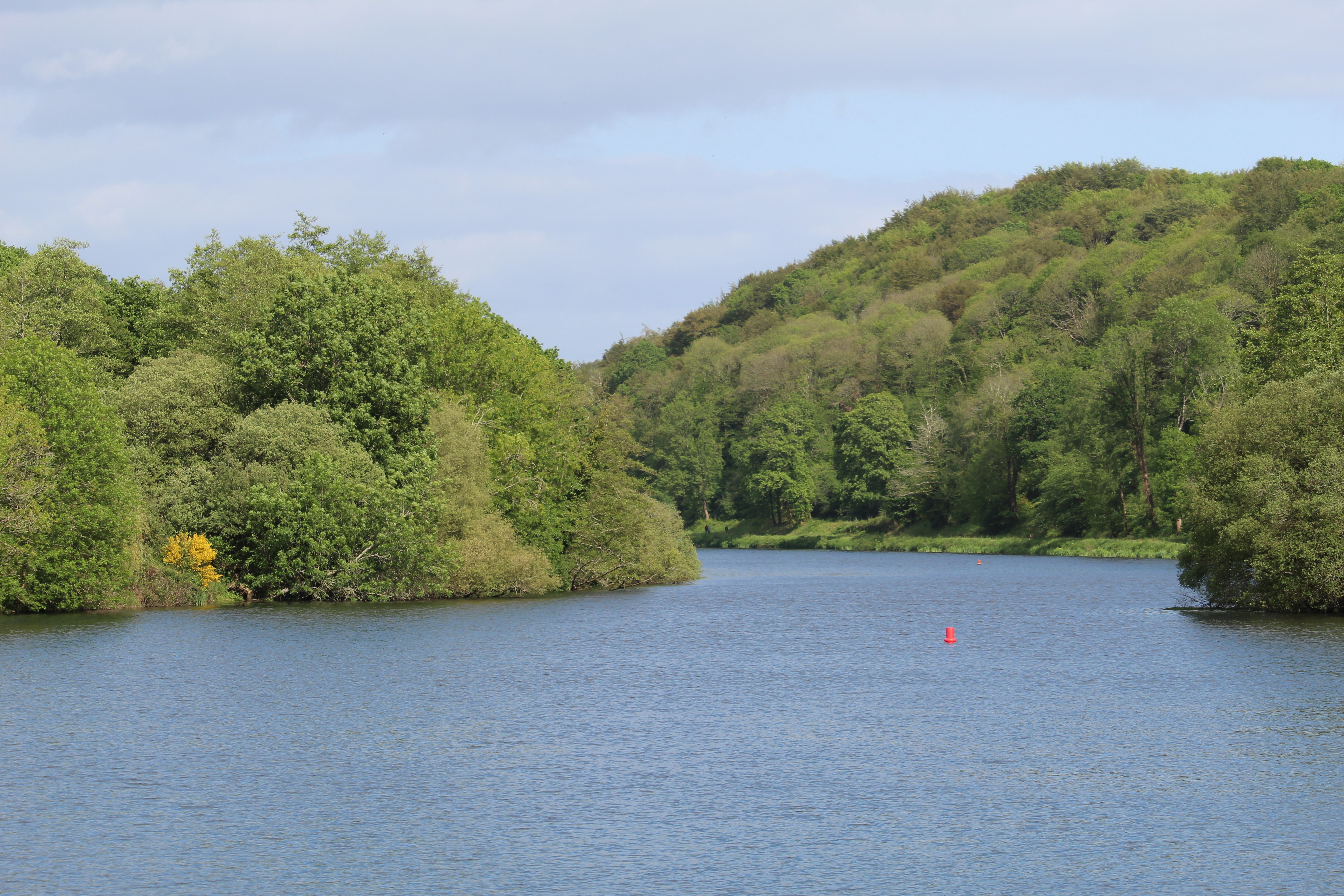
Le Blavet vu de Polvern.
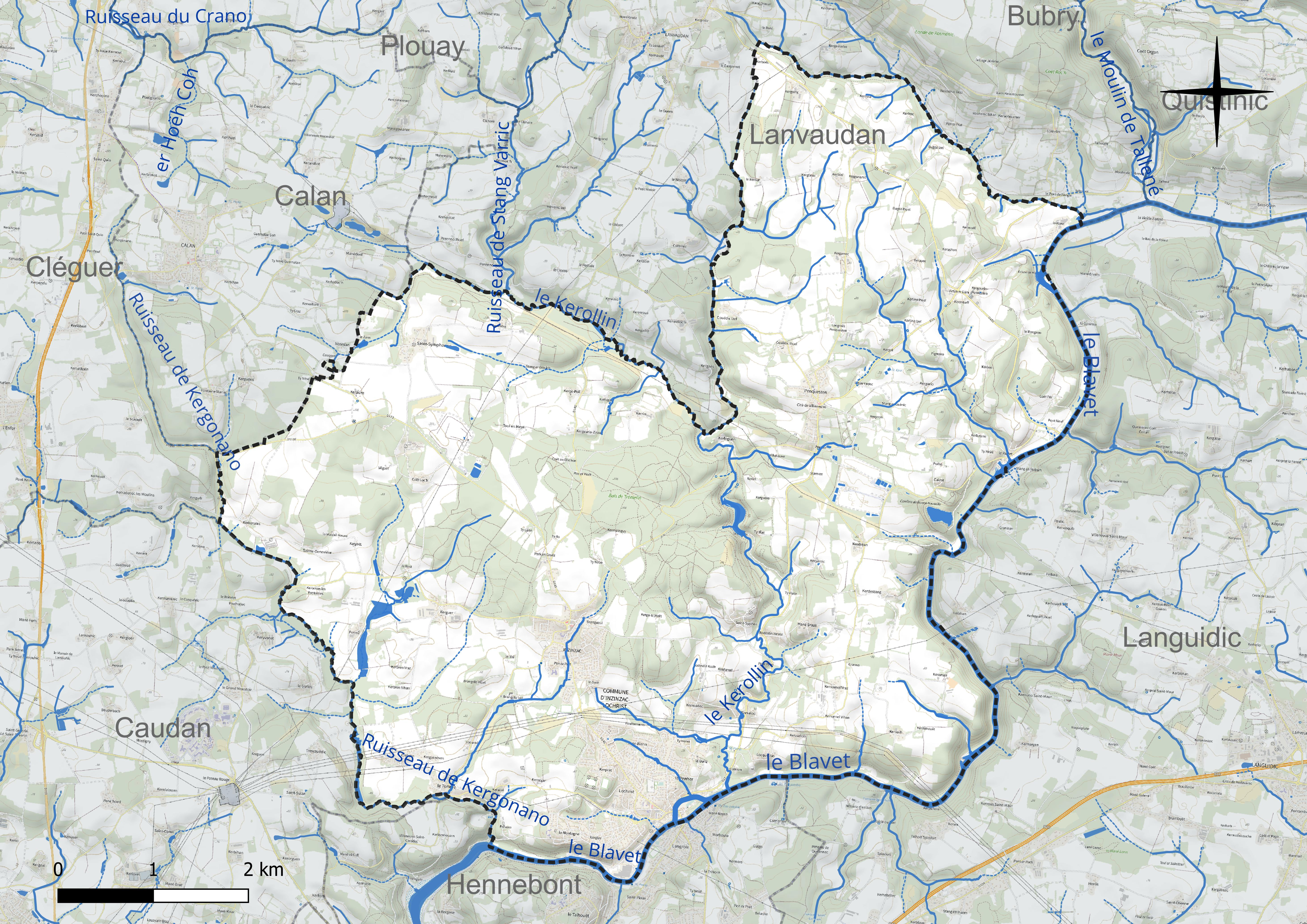
Réseau hydrographique d'Inzinzac-Lochrist.

### Climat
Pour des articles plus généraux, voir Climat de la Bretagne et Climat du Morbihan.
En 2010, le climat de la commune est de type climat océanique franc, selon une étude du CNRS s'appuyant sur une série de données couvrant la période 1971-2000. En 2020, Météo-France publie une typologie des climats de la France métropolitaine dans laquelle la commune est exposée à un climat océanique et est dans la région climatique  Bretagne orientale et méridionale, Pays nantais, Vendée, caractérisée par une faible pluviométrie en été et une bonne insolation. Parallèlement l'observatoire de l'environnement en Bretagne publie en 2020 un zonage climatique de la région Bretagne, s'appuyant sur des données de Météo-France de 2009. La commune est, selon ce zonage, dans la zone « Intérieur », exposée à un climat médian, à dominante océanique.  
Pour la période 1971-2000, la température annuelle moyenne est de 11,6 °C, avec une amplitude thermique annuelle de 11,4 °C. Le cumul annuel moyen de précipitations est de 965 mm, avec 14,6 jours de précipitations en janvier et 7,3 jours en juillet. Pour la période 1991-2020, la température moyenne annuelle observée sur la station météorologique la plus proche, située sur la commune de Plouay à 9 km à vol d'oiseau, est de 11,8 °C et le cumul annuel moyen de précipitations est de 1 149,0 mm,. Pour l'avenir, les paramètres climatiques de la commune estimés pour 2050 selon différents scénarios d'émission de gaz à effet de serre sont consultables sur un site dédié publié par Météo-France en novembre 2022.

## Urbanisme

### Typologie
Au 1er janvier 2024, Inzinzac-Lochrist est catégorisée ceinture urbaine, selon la nouvelle grille communale de densité à sept niveaux définie par l'Insee en 2022.
Elle appartient à l'unité urbaine de Hennebont, une agglomération intra-départementale regroupant deux  communes, dont elle est une commune de la banlieue,,. Par ailleurs la commune fait partie de l'aire d'attraction de Lorient, dont elle est une commune de la couronne,. Cette aire, qui regroupe 31 communes, est catégorisée dans les aires de 200 000 à moins de 700 000 habitants,.

### Occupation des sols

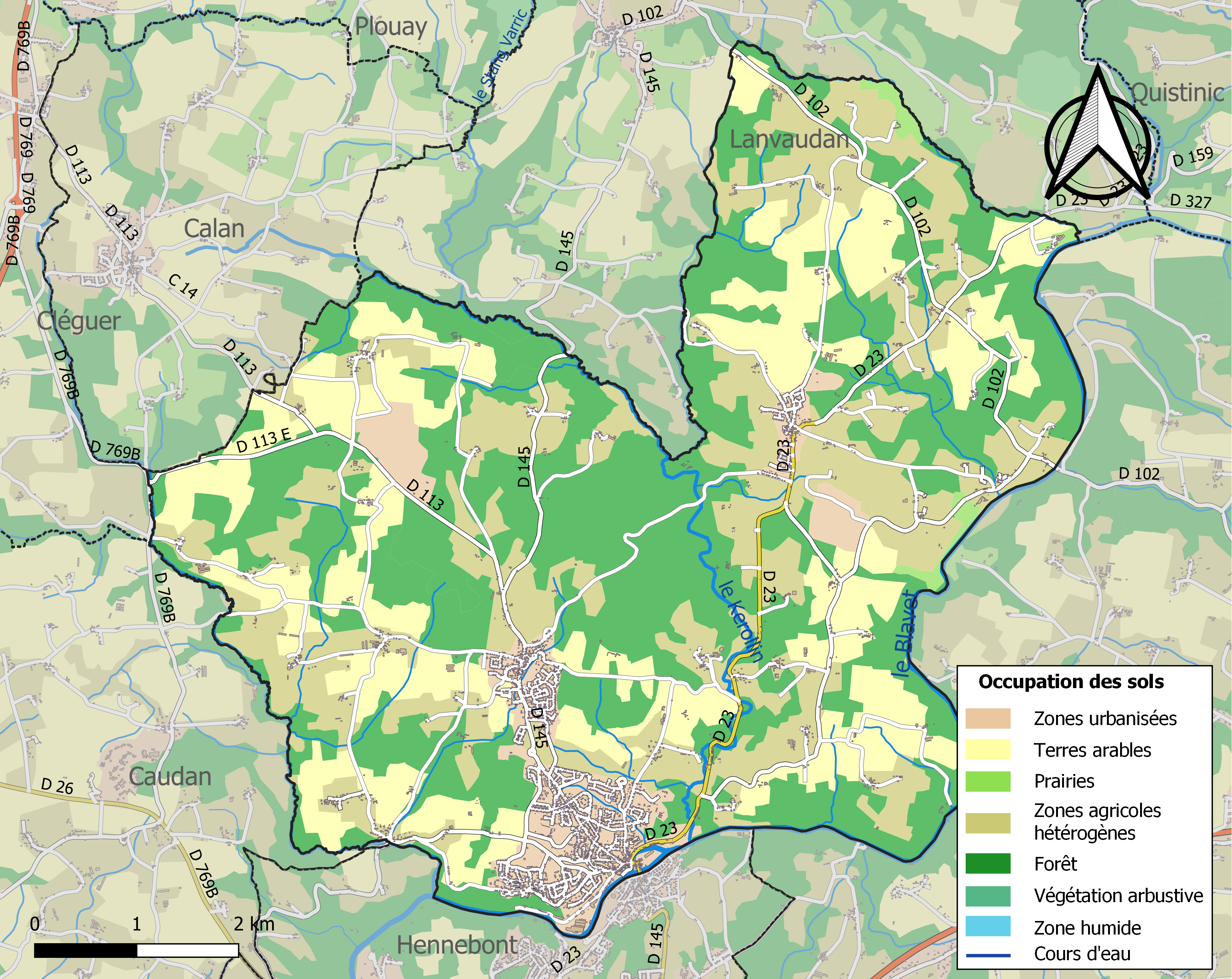
Carte des infrastructures et de l'occupation des sols de la commune en 2018 (CLC).

L'occupation des sols simplifiée de la commune en 2018, telle qu'elle ressort de la base de données européenne d’occupation biophysique des sols Corine Land Cover (CLC), est la suivante : forêts (41,4 %), zones agricoles hétérogènes (27,7 %), terres arables (22,5 %), zones urbanisées (6,1 %), mines, décharges et chantiers (1,6 %), prairies (0,8 %). Le tableau ci-dessous présente l'occupation des sols détaillée de la commune en 2018, telle qu'elle ressort de cette même base.
| Type d’occupation                                                                   | Pourcentage | Superficie (en hectares) |
| ----------------------------------------------------------------------------------- | ----------- | ------------------------ |
| Tissu urbain discontinu                                                             | 6,1 %       | 272                      |
| Extraction de matériaux                                                             | 1,0 %       | 44                       |
| Décharges                                                                           | 0,6 %       | 28                       |
| Terres arables hors périmètres d'irrigation                                         | 22,5 %      | 1010                     |
| Prairies et autres surfaces toujours en herbe                                       | 0,8 %       | 35                       |
| Systèmes culturaux et parcellaires complexes                                        | 26,0 %      | 1170                     |
| Surfaces essentiellement agricoles interrompues par des espaces naturels importants | 1,7 %       | 75                       |
| Forêts de feuillus                                                                  | 8,0 %       | 361                      |
| Forêts de conifères                                                                 | 3,5 %       | 159                      |
| Forêts mélangées                                                                    | 29,8 %      | 1342                     |
| Source : Corine Land Cover                                                          |             |                          |

### Morphologie urbaine
Le territoire de la commune possède quatre agglomérations : Inzinzac, Lochrist, Penquesten et La Montagne (Kerglaw).

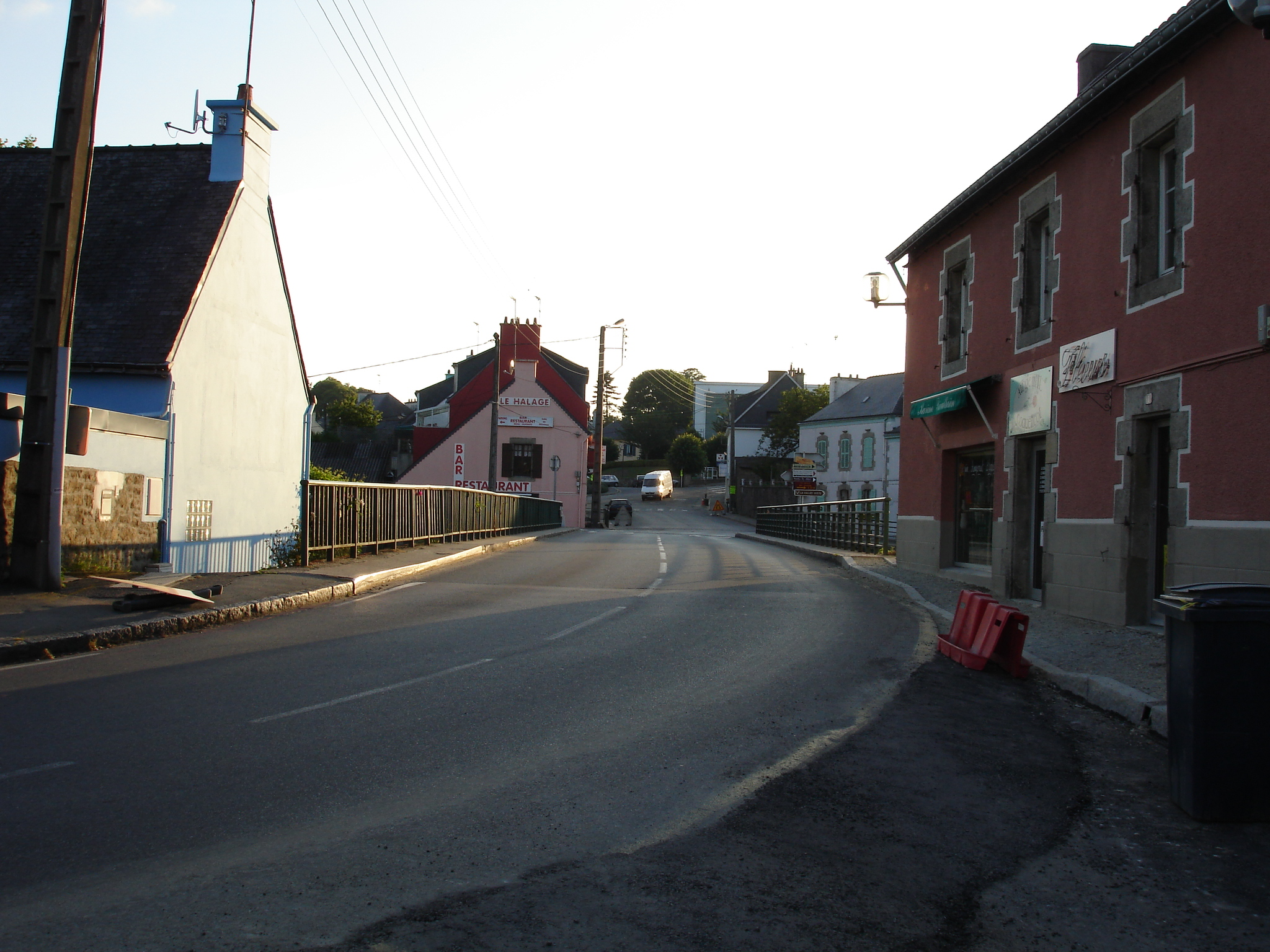
Lochrist : l'île de Locastel.

### Logement
En 2009, le nombre total de logements dans la commune était de 2 668, alors qu'il était de 2 340 en 1999.
Parmi ces logements, 92,5 % étaient des résidences principales, 3,6 % des résidences secondaires et 3,9 % des logements vacants. Ces logements étaient pour 88,0 % d'entre eux des maisons individuelles et pour 11,6 % des appartements.
La proportion des résidences principales, propriétés de leurs occupants était de 80,2 %, en légère hausse sensible par rapport à 1999 (76,4 %). La part de logements HLM loués vides (logements sociaux) était en baisse : 9,3 % contre 11,0 % en 1999, leur nombre ayant diminué de 236 à 230.

## Blasonnement
|  | Les armoiries de Inzinzac-Lochrist se blasonnent ainsi : D’azur au pal ondé d’hermine, un phœnix d’or sur son immortalité de gueules brochant. Devise « Dour ha tan » (« Eau et feu »). |

## Toponymie
Le nom de la commune en breton est Zinzag-Lokrist. La paroisse a été dénommée "Isnisac" en 1427, "Disinsac" en 1448, "Dizinsac" en 1464, "Dinsinsac" en 1477 et en 1481, "Dinsinzac" en 1536.
Comme tous les toponymes se terminant en -ac, Inzinzac dériverait du nom d'un domaine gallo-romain originel (de type fundus) dont le propriétaire devait être un certain Decentius (Sisentius pour Dauzat), anthroponyme latin que l'on retrouvait aussi en Ombrie et Étrurie. Le toponyme peut s'expliquer par l'ancien français censie, « terre grevée de cens », redevance due par les tenanciers au seigneur local.
Lochrist : attestée sous la forme latine Locus Christi en 1277. Lokrist en breton. Comme tous les Lok-, ce lieu vit s'épanouir un établissement religieux dédié au Christ lors du Bas Moyen Âge, postérieur au Xe siècle.
Penquesten provient des mots bretons "pen" [tête] et "kesten" [châtaigne]. Kerglaw (en breton) est le quartier "La Montagne" en français.

## Histoire

### Préhistoire
Sept haches à talons, dites alors à tort "haches celtiques" au XIXe siècle, ont été découvertes près du hameau de Brangolo avant 1859 sous les racines d'un vieux châtaignier.
Trois stèles datant de l'Âge du fer se trouvent près du hameau de Kerguer.
L'archéologie révèle sur le territoire de la commune, un ensemble de sites à vocation agricole, datant de l'époque gauloise (VIe siècle av. J.-C. et Ve siècle av. J.-C.), notamment ceux de Pen-ar-Prat et de Kermat
Le territoire d'Inzinzac-Lochrist est habité dès le Ve siècle av. J.-C. par les Vénètes. Un oppidum gaulois a été identifié à Polvern.

### Antiquité
La voie romaine reliant Darioritum (Vannes) à Civitas Aquilonia (Quimper) traversait le Blavet, à Locastel, en Lochrist.
Claude Le Colleter a découvert en 2017 dans un bois situé à 500 mètres du bourg en direction de Kerguer un talus fortifié qui laisse supposer l'existence à cet endroit d'un camp antérieur à l'an mil (protohistorique, gallo-romain ou haut moyenâgeux).

### Moyen-Âge
Inzinzac aurait fait partie de la paroisse de Lanvaudan. Sainte Geneviève, saint Aubin, saint Pierre, saint Eutrope (la chapelle Saint-Eutrope se trouvait près du prieuré de Loxhrist) et saint Symphorien (une chapelle Saint Symphorien existait dans la paroisse jusqu'à la Révolution française) , les saints patrons d'Inzinzac, témoignent d’une christianisation précoce. Un autre lieu-dit de la commune est dénommé Saint-Sypher et une chapelle, disparue sans laisser aucune trace, y a aussi probablement existé. L'église paroissiale d’Inzinzac, de style roman, est construite entre 1070 et 1080.
Au Xe siècle, la paroisse faisait partie de la seigneurie du Kemenet-Héboé (un château fortifié aurait existé au lieu-dit "Locastel" en Lochrist, qui aurait été démantelé au XIIIe siècle) puis, après le démembrement de cette dernière, fut la propriété peu après 1200 d'Hervé II de Léon. Lochrist possédait un prieuré, dénommé "Sainte-Croix" dépendant de l'abbaye de Saint-Gildas de Rhuys et rattaché au XVe siècle à l'abbaye Notre-Dame-de-la-Joie d'Hennebont.
Selon Jean-Baptiste Ogée « en 1327 Hervé VI de Léon était seigneur d'Inzinzac, et possédait en propriété les étangs et moulins qui avaient été construits par ses ancêtres lorsqu'ils fondèrent cette paroisse» ; « ses maisons nobles sont Kerpans, Leval, Brangolo et Pratmur ; cette dernière appartenait en 1540 à Philippe, chevalier, seigneur de Pratmur ».
La seigneurie de Brangolo appartenait depuis au moins le XIVe siècle à la famille Caignart dont des membres furent présents aux réformations et montres de la paroisse de Plumelin entre 1448 et 1536. La dernière héritière de cette famille, Louise Caignart de Brangolo, se maria en 1697 avec René Chefdubois et en 1707 avec Jean Léziart du Ter.

#### Les Templiers et les Hospitaliers
En 1303, l' ordre du Temple devient propriétaire d'une partie de la paroisse. Ceux-ci avaient fondé un établissement dont il reste une trace dans le nom du lieu-dit "Temple". Lors de la dévolution des biens de l'ordre du Temple la commanderie passe en 1313 aux Hospitaliers de l'ordre de Saint-Jean de Jérusalem, commanderie dont il ne reste aucune trace, et l'annexèrent à leur commanderie du Faouët.

### Temps modernes
La paroisse était partagée en 11 frairies (Bourg, Kergourio, Saint-Symphorien, Sainte-Geneviève, Kercaer, Lochrist, de Saint-Sypher, Penhuibet, Penquesten, Kerblaye et Kerimel). La chapellenie de Péros était desservie dans la chapelle du château de Péros.
Inzinzac possédait alors plusieurs châteaux (le château de Kermat, reconstruit au XVIIe siècle, siège de la seigneurie éponyme ; le château de Kerglaw et le château de Locqueltas; tous deux sièges d'une seigneurie ; le château de Lochrist, disparu depuis, le château du Bunz), des manoirs (le manoir de Brangoloet le manoir de Ty-Mat, aussi tois deux sièges d'une seigneurie ; le manoir du Nancq, construit en 1611 ; le manoir de Mané Brazo).
Au XVIIe siècle, la paroisse fut victime d'une terrible épidémie de peste.

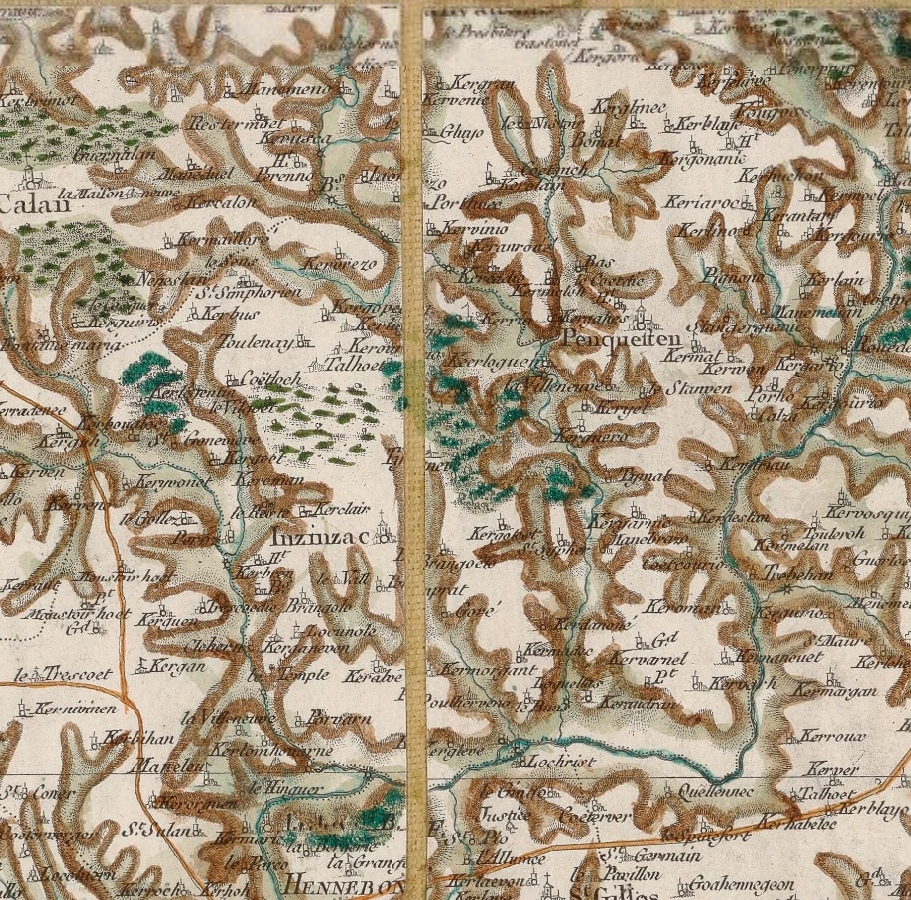
Carte de Cassini de la paroisse d'Inzinzac (1789).

Charles de Graoundour, fils du seigneur de Kervénoual, né le 23 septembre 1640 à Guiscriff, ancien disciple du Père Maunoir, mourut en odeur de sainteté le 16 mars 1684 à Inzinzac, après avoir été recteur de cette paroisse pendant environ 16 ans. L'évêque de Vannes l'aurait supplié d'accepter la charge de la paroisse d'Inzinzac
« c'était un poste considérable, mais assez peu envié, la population ayant mauvaise réputation », mais « par son zèle et son exemple, transforma ses ouailles ».
Jean-Baptiste Ogée décrit ainsi Inzinzac en 1778 :

« Inzinzac ; sur une hauteur ; à 9 lieues et demie à l'Ouest-Nord-Ouest de Vannes, son évêché ; à 26 lieues de Rennes et à 1 lieue de Hennebon, sa subdélégation et son ressort. On y compte 1 600 communiants, y compris ceux de Penquestin, sa trève. La cure est à l'alternative. (...) Les terres du pays sont fertiles et abondantes en grains, foin et pâturages. Elles sont arrosées par la rivièe de Blavet, qui borne la paroisse à l'Est. On y voit des landes, de grands vallons, et beaucoup d'arbres et de buissons. (...). »

### Révolution française
Inzinzac, nom traditionnel de la commune, est érigée en commune en 1790 pendant la Révolution française. Elle dépend alors du canton de Plouay et du district d'Hennebont. En 1800, Inzinzac fut placé dans l'arrondissement de Lorient, et annexé en 1801 au canton d'Hennebont.
Guillaume Le Maistre, recteur d'Inzinzac depuis 1779, refusa de prêter le serment de fidélité à la Constitution civile du clergé ; prêtre réfréctaire il se réfugia en 1792 dans sa paroisse natale, Ploërdut. Un vicaire d'Inzinzac, Robin, fut guillotiné le 3 mars 1796 à Vannes.
Jean Calvé, un cultivateur et riche propriétaire d'Inzinzac, à la tête d'une force armée chouanne de 70 hommes, délivra 8 hommes prisonniers des troupes révolutionnaires à Lanvaudan le 25 frimaire an IV (16 décembre 1795.

### LeXIXesiècle

#### Izinzac dans la première moitié duXIXesiècle
Le 25 février 1839 l'église de Pensquesten est érigée en succursale par une ordonnance royale.
A. Marteville et P. Varin, continuateurs d'Jean-Baptiste Ogée, décrivent ainsi Inzinzac en 1843 :

« Inzinzac ; commune formée par l'ancienne paroisse de ce nom, y compris sa trève Penquestin ; aujourd'hui succursale. Principaux villages : Kerlivio, Kerblaye, Bemat, Kergarec; Kergourjo, Kerlinocreis, le Roidet, Couedic-Izel, le Couedic-Itruel, Penquestin, Calzat, Kerdestan, Manébrazn, Saint-Sylfer, Loqueltas, Cleherne, Kerguer, Kerpunse, Kergo-Pel, Saint-Symphorien, Lochrist, Kervach, Gorée. Superficie totale : 4 467 hectares 21 ares dont (...) terres labourables 1 598 ha,  prés et pâturages 323 ha, bois 550 ha, vergers et jardins 61 ha, landes et incultes 1 785 ha, châtaigneraies 25 ha (...). Moulins de Langle, de Kerlutane, de Keralo, du Roidet, du Tymat, Vieux du Tymat, de Pontresco, du Temple, du Bas-Temple, de Kerloguen ; à eau. Outre l'église paroissiale, il y a celle de Penquestin, l'ancienne trève, pour la répartion de laquelle 3 000 francs ont été alloués en 1841 par le ministre de l'intérieur. (...) Il y a foire à Lochrist le 3 mai, à Inzinzac le 30 juin et le 14 septembre. Géologie : constitution granitique. On parle le breton. »

En 1853 une épidémie liée à la consommation de seigle ergoté entraîna plusieurs amputations à Inzinzac.

#### Le temps des Forges 1860-1966
En 1860, la commune prend de l'importance avec la création d'un site industriel métallurgique : les Forges d'Hennebont. Un décret impérial en date du 28 août 1862 autorise les frères Trottier « à établir sur la rive droite du Blavet canalisé deux prises d'eau  pour l'alimentation d'une double usine destinée à la fabrication de toiles, fers-blancs, etc.. »  dans la commune d'Inzinzac.

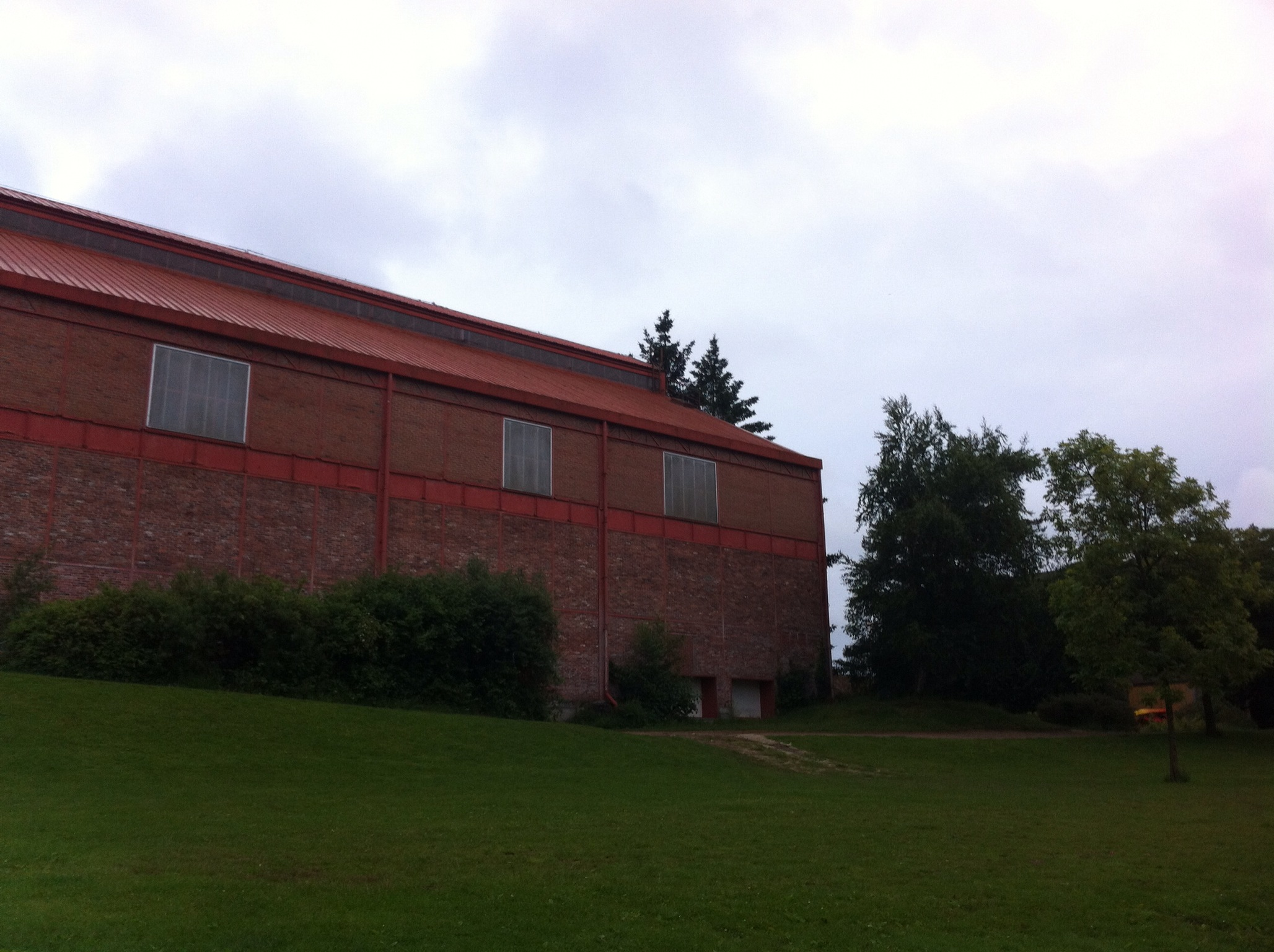
Ancien bâtiment d'usine des "Forges d'Hennebont" dans l'île de Locastel.

En 1889 Benjamin Girard écrit : « Cette commune n'a pris une certaine importance et vu s'accroître sensiblement sa population que depuis la création sur son territoire d'une usine où l'on fabrique de la tôle et du fer blanc. Son voisinage d'Hennebont facilite l'écoulement de tous les produits de cette usine. On remarque dans la dite commune un pont, à cinq arches gothiques. D'Inzinzac dépend la section de Penquesten, où se trouve une chapelle, qui a été érigée en paroisse ».
Les Forges d'Hennebont sont ainsi décrites lors de la grève de 1903 :

« Quoique dénommée couramment Forges d'Hennebont, empruntant ainsi le nom du centre qui est le plus voisin, les usines sont situées sur la rive droite du Blavet, à dix kilomètres de son embouchure, et s'étendent au pied d'une colline escarpée, sur plus d'un kilomètre de longeur, dans le territoire de la commune d'Inzinzac, sections de Lochrist et de Kerglaw. Contrairement à ce qui existe prsque toujours pour ce genre d'industrie, le pays ne gfournit aucune matière première à Hennebont. La fonte qui est traitée dans ses hauts-fourneaux vient de Suède et de Longwy (Meurthe-et-Moselle) ; les ferrailles d'un peu partout, mais particulièrement des ports de la Manche. Les charbons destinés à la fusion viennet des ports du Pays de Galles en Angleterre et, de toute évidence, la Société n'est venue, en fondant son usine de Lochrist, que chercher, ainsi qu'elle l'indique elle-même, une main-d'œuvre à bon marché, ajoutant aussitôt ce prpos redoutable de conséquences : « [Si] je suis obligée de payer au prix de nos établissements centraux, nous n'avons plus rien à faire en Bretagne et nous fermerons l'usine ». »

#### Inzinzac à la fin duXIXesiècle
Dix conseillers municipaux d'Inzinzac demandèrent le 29 avril 1878 l'élection en commune distincte de la section de Penquesten, arguant « l'éloignement du bourg de Penquesten de celui d'Inzinzac, le mauvais état des communications, la grande distance à parcourir pour aller trouver le maire à son domicile (...), que les habitants de la section n'ont, pour se rendre dans les lieux circonvoisins, que des chemins ruraux et des sentiers impraticables en hiver ; que cet état de choses a déjà nécessité en 1839 l'érection de Penquesten en paroisse (...) », mais cette demande n'aboutit pas.
En 1891 la population totale de la commune est de 3 436 habitants dont 2 269 pour la section d'Inzinzac et 1 167 pour la section de Penquesten.

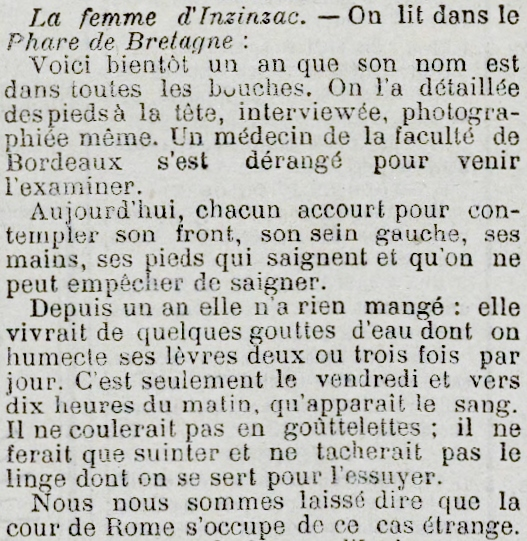
Article de presse concernant la "stigmatisée d'Inzinzac".

En septembre 1897 une jeune paysanne d'Inzinzac, Marie Françoise Hellegouarch, qui vivait à la ferme de Kerguer, devint célèbre dans la région par les stigmates de la Passion qu'elle portait aux mains ; de nombreuses sommités médicales vinrent la voir sans parvenir à fournir d'explication. Elle vit ses stigmates saigner alors qu'elle effectuait un pèlerinage à Lourdes ; l'affaire fut évoquée dans toute la presse qui parla de la "stigmatisée d'Inzinzac". Elle décéda en mai 1898 âgée de 22 ans.
En 1900 la commune d'inzinzac, jusque-là divisée en deux sections, l'une au bourg, l'autre à Penquesten, l'est désormais en trois, avec la création de la section de Lochrist.

### LeXXesiècle

#### La Belle Époque
La construction d'une chapelle à Lochrist, rendue possible par une donation à la fabrique d'Inzinzac des terrains nécessaires, est autorisée par un décret du Président de la République en mai 1901.

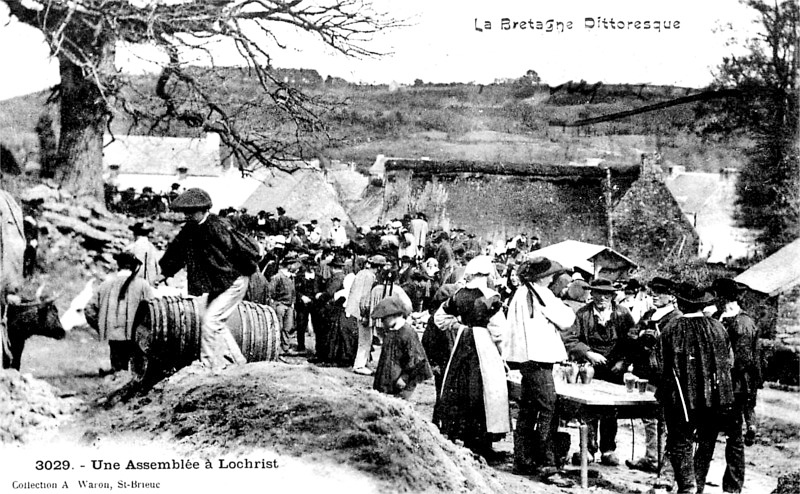
Une assemblée (pardon) à Lochrist au début du XXe siècle.

Les électeurs d'Inzinzac sont alors très marqués à gauche, surtout après la grève des Forges d'Hennebont de 1903 : lors des élections cantonales de novembre 1903, si le maire d'Hennebont, Girard, est élu conseiller général du canton d'Hennebont, à Inzinzac le candidat révolutionnaire, Chenu, obtint 587 voix, contre 381 seulement pour Girard.

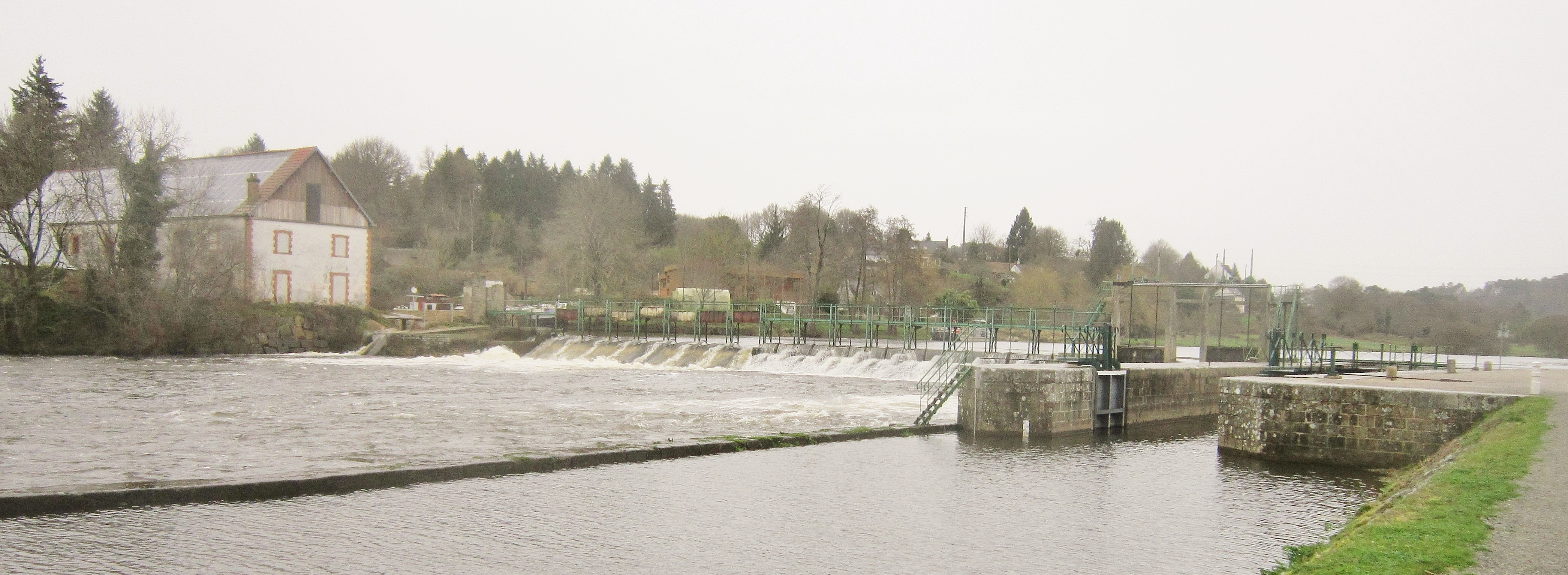
L'écluse du Rudet et l'ancienne usine de produits chimiques Debicky le long du Blavet canalisé.

En septembre 1903 des ouvriers des deux usines Debicky (une se trouvait près de l'écluse du Rudet, l'autre à Kerglaw), qui fabriquait des engrais chimiques avec les résidus des Forges d'Hennebont, mais aussi avec des scories importées, se mirent en grève  (la grève dura jusqu'en janvier 1904) et des heurts les opposèrent aux forces de l'ordre. En janvier 1904, 40 gabarriers et bateliers qui assuraient la navigation fluviale aux Forges d'Hennebont se mirent également en grève.
Le recensement de 1906 indique que la commune d'Inzinzac a alors 4 881 habitants dont 1 703 habitants pour la section du bourg, 1 809 habitants pour la section de Lochrist et 1 369 habitants pour celle de Penquesten.
En 1907 une religieuse du Saint-Esprit qui tenait une école privée à Penquesten fut poursuivie devant un tribunal, ainsi que la supérieure de son Ordre, pour infraction à la loi sur les congrégations car elle continuait à ouvrir son école. Une école communale de garçons et une de filles sont créées en 1911 à Penquesten.
Le 8 février 1909 un incendie détruisit l'école et la mairie d'Inzinzac : les archives municipales et les registres d'état-civil furent détruits.
Ne trouvant plus de travail assuré dans la région, 50 ouvriers d'Hennebont et Inzinzac partirent travailler dans les mines de charbon de Courrières, certains partant avec leurs familles.

#### La Première Guerre mondiale
Le monument aux morts d'Inzinzac-Lochrist porte les noms de 145 soldats morts pour la France pendant la Première Guerre mondiale dont trois péris en mer. Il faut y ajouter les 39 soldats dont les noms sont indiqués sur le monument aux morts de Penquesten. Julien Quenoit, sergent au 144e régiment d'infanterie, décédé le 26 mars 1918 à Lagny-le-Sec (Oise) fut décoré de la croix de guerre.
François Rolland, né en 1889 à Inzinzac-Lochrist, soldat au 265e régiment d'infanterie, fut fusillé pour l'exemple le 13 juillet 1915 à Saint-Étienne-Roilaye (Oise) pour « refus d'obéissance et outrages à supérieur ».

#### L'entre-deux-guerres
Le monument aux morts d'Inzinzac fut inauguré le 6 septembre 1925. Une fusée tirée lors du feu d'artifice organisé en cette occasion par la municipalité tomba sur une meule de paille et l'incendie qui en résulta provoqua la destruction de la ferme Le Calvé située à proximité. Le Conseil d'État condamnant la commune à verser 65 000 francs de dommages et intérêts à la famille victime.

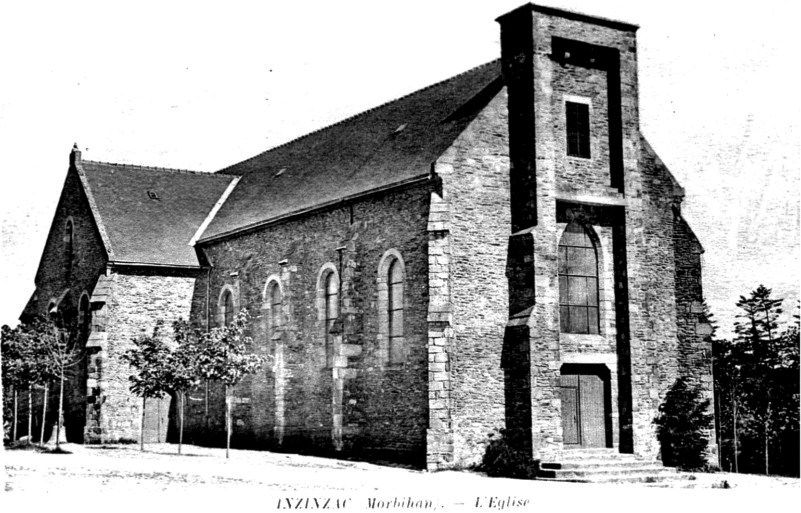
L'église paroissiale Saint-Pierre d'Inzinzac vers 1930, peu après sa construction.

L'église paroissiale d’Inzinzac est reconstruite en 1928 en réutilisant de nombreux éléments de l'église antérieure (colonnes et chapiteaux romans, maîtresse-vitre du chœur, ..). L'église antérieure, « hélas détruite en 1927, comprenait 9 travées de nef aux arcades bien appareillée à double rouleau ».
La ligne de chemin de fer d'intérêt local à voie métrique des chemins de fer du Morbihan allant de Port-Louis à Baud avec embranchements à Hennebont et à Port-Louis, déclarée d'utilité publique par la loi du 1er mai 1911, ouvrit en 1921 mais ferma dès 1934 pour la trafic voyageurs (1939 pour le trafic marchandises). Les sections d'Hennebont-Échange à Hennebont-Ville et à Lochrist étaient à 4 files de rail, afin de permettre la desserte par du matériel à voie normale des forges d'Hennebont. Le trafic à voie normale survécut à la fermeture du réseau à voie métrique, et perdura jusqu'à la fermeture des Forges, en 1966.
En 1933 le journal La Dépêche de Brest et de l'Ouest écrit que « le bourg d'Inzinzac est le chef-lieu de cete grosse commune comprenant la ruche ouvrière de Lochrist et la bourgade paysanne de Penquesten. On a dit d'Inzinzac que c'est une pépinière de lutteurs qui en fournit aux environs et notamment au Club athlétique lorientais et au Foyer laïque de Lanester. On n'y voit pas une fête sans luttes, auxquelles ne manquent pas de venir les athlètes du cru, tous plus ou moins cousins, ou au moins camarades d'école (...) ».
En 1936 les ouvriers des Forges adhérent en masse à la CGTU ; en représailles le patron des Forges, aussi maire d'Hennebont, Camille Herweg, supprime le club de football, mais aussi de gymnastique et de musique, des "Enfants de Lochrist-Hennebont" ; seuls subsistent deux clubs catholiques : la "Garde du Vœu" d'Hennebont et les "Tricolores" de Lochrist. Les ouvriers finissent par trouver un terrain pour y pratiquer le football sur les hauteurs de la commune, dans le quartier de La Montagne, d'où le nom donné au Club : "L'US Montagnarde". Les couleurs choies pour le club furent le bleu et le rouge (comme les chemises bleues et les cravates rouges des "Jeunesses socialistes" à l'époque).
Une usine de produits chimiques, appartenant à la société "Engrais chimiques de Bretagne", existait près de l'écluse du Rudet jusqu'en 1937, date où son matériel d'exploitation fut vendu par vente judiciaire.

#### La Seconde Guerre mondiale
Le monument aux morts d'Inzinzac-Lochrist porte les noms de 11 personnes mortes pour la France pendant la Seconde Guerre mondiale. Celui du cimetière de Lochrist indique 16 noms supplémentaires de personnes également mortes pour la France dont ceux de trois résistants décédés dans des camps de concentration en Allemagne : Joseph Arquetoux ; Joseph Mouello et Joseph Yziquel. Sept résistants originaires d'Inzinzac-Lochrist : Henri Le Bobinnec, Jean Le Quellec, Paul Maguérès, Pierre Nicolas, Robert Le Novère, Maurice Taglafieri et Joseph Le Terrien, maquisards du 1er bataillon FTP font partie des 52 résistants tués lors des combats de Kervernen en Pluméliau le 14 juillet 1944. Deux autres maquisards FTP, Eugène Dubois et Yves Le Cloirec, furent tués le 24 juillet 1944 à la chapelle du Cloître en Quistinic, transformée en infirmerie pour les résistants. Marcel Cadio, résistant FTP lui aussi, fut tué le 30 novembre 1944 à Penhap en Marzan.
Diverses actions furent commises par des résistants, par exemple le sabotage d'une ligne haute tension à Inzinzac le 12 septembre 1943 et la destruction de deux pylônes électriques entre Lanvaudan et Inzinzac le 22 septembre 1943. Le 2 juin 1944 les journaux collaborationnistes rapportent que « des malfaiteurs [en fait des résistants] ont volé d'importantes quantités de tabac chez des buralistes et des feuilles de tickets d'alimentation à la mairie ». Début août 1944, les Alliés américains tentèrent de libérer Lochrist, mais ils furent repoussés par les Allemands, comme à Hennebont.
Un soldat soviétique, Feodor Feodarevitch Kojemiakin, décédé le 8 septembre 1944, est inhumé dans le cimetière d'Inzinzac.
Inzinzac-Lochrist fit partie de la poche de Lorient, une zone de résistance nazie mise en place en août 1944, et qui fut libérée tardivement le 10 mai 1945.

#### L'après Seconde Guerre mondiale
Inzinzac prend le nom d'Inzinzac-Lochrist en 1969.
Les "Forges d'Hennebont" fermèrent le 18 mai 1966. La perte en 1958 du plus gros client, la régie Renault, condamnant rapidement l'usine, éloignée des grands foyers industriels. « S'étendant sur près de trois kilomètres, elles formaient une véritable ville dans la ville. L'emprise de l'usine s'étendait jusqu'à l'autre rive du Blavet, à Hennebont, où des cités et des villas avaient fleuri pour loger cadres et ouvriers ». 
La population d'Inzinzac, particulièrement touchée par la fermeture de son usine, les "Forges d'Hennebont", qui en dernier fournissait des tôles pour l'industrie automobile, fut traumatisée. Après une dizaine d'années pendant laquelle la majeure partie du site industriel a été rasée, une association animée principalement par Gabrielle Le Rouzics est créée en 1978 et permet en 1984 la création d'un écomusée de l'histoire ouvrière. « Tout le village s'est mis à la tâche pour recueillir les souvenirs de cinq générations d'ouvriers : témoignages, photos, anciennes feuilles d'embauche et de paye, .. et bien que la plupart des bâtiments de l'usine aient été rasés, dès 1977 pouvait être inaugurée dans les locaux municipaux une première exposition ». L'Écomusée industriel des Forges d'Inzinzac-Lochrist fut inauguré en 2001.
De nouveaux emplois furent certes créés, mais dans une zone industrielle située à une dizaine de kilomètres du site des anciennes forges, dans la commune voisine de Caudan et certaines entreprises installées fermèrent rapidement ; la plus importante, la "Société bretonne de fonderie et de mécanique, filiale du groupe Renault, perdit rapidement le tiers de ses 1 500 salariés, échappant de justesse à un dépôt de bilan avant que le groupe Renault s'en désengage une première fois en 1998, revendant l'entreprise à un groupe italien. Contraint par le gouvernement à racheter l'entreprise en 2022 Renault la rebaptise "Fonderie de Bretagne" et la revend à "Callista", un groupe allemand.

### LeXXIesiècle
En 2012, Philippe Noguès, conseiller municipal socialiste d'Inzinzac-Lochrist, est
élu député de la 6e circonscription du Morbihan. Il ne fit qu'un mandat (jusqu'en 2017).

## Politique et administration

### Rattachements administratifs et électoraux
| Élections                  | Élections                     | Circonscription électorale | Élu de la circonscription       | Élu de la circonscription | Élu de la circonscription | Élu de la circonscription |
| Niveau                     | Type                          | Circonscription électorale | Titre                           | Nom                       | Début de mandat           | Fin de mandat             |
| -------------------------- | ----------------------------- | -------------------------- | ------------------------------- | ------------------------- | ------------------------- | ------------------------- |
| Commune / Intercommunalité | Municipales et communautaires | Inzinzac-Lochrist          | Maire                           | Armelle Nicolas           | 2020                      | 2026                      |
| Commune / Intercommunalité | Municipales et communautaires | Lorient Agglomération      | Président de l'intercommunalité | Fabrice Loher             | 2020                      | 2026                      |
| Département                | Départementales               | Canton de Guidel           | Conseillère départementale      | François Ballester        | 2021                      | 2028                      |
| Département                | Départementales               | Canton de Guidel           | Conseiller départemental        | Gwenn Le Nay              | 2021                      | 2028                      |
| Région                     | Régionales                    | Région Bretagne            | Président du conseil régional   | Loïg Chesnais-Girard      | 2021                      | 2028                      |
| Pays                       | Législatives                  | Sixième circonscription    | Député                          | Jean-Michel Jacques       | 2022                      | 2027                      |

### Tendances politiques et résultats
Inzinzac-Lochrist est considérée comme étant une terre de "gauche", plaçant tout le temps les candidats de gauche en tête.
Pour les élections présidentielles, en 2007, Ségolène Royal (PS) 64,03 % des voix contre 35,97 % à Nicolas Sarkozy (UMP). En 2012, François Hollande (PS) obtient 67,60 % des voix, contre 32,40 % à Nicolas Sarkozy.
En mars 2014, Armelle Nicolas (sans étiquette) est élue maire, battant la liste de gauche, alors que depuis la Libération la Ville a toujours été dirigée par des socialistes.
Pour l'élection présidentielle de 2017, la ville suit la tendance nationale, montrant un rejet des deux principaux partis politiques historiques, le PS et LR. En effet, au premier tour, Emmanuel Macron et Jean-Luc Mélenchon, respectivement candidats de la République en marche et La France insoumise, se retrouvent largement en tête avec 28,38 % des suffrages pour le premier et 24,24 % pour le second. Suit ensuite la candidate du Front national, Marine Le Pen, avec 16,58 %. Benoît Hamon (PS) et François Fillon (LR) ne recueillent respectivement que 10,32 % et 10,30 %.
Au second tour, Emmanuel Macron obtient 72,84 % des suffrages contre 27,16 % pour Marine Le Pen, constituant un large plébiscite pour le candidat d'En Marche. Au niveau national, Emmanuel Macron est élu président de la République avec un score de 66,10 %, résultat légèrement moindre que celui obtenu dans la commune.

### Administration municipale
La ville d'Inzinzac-Lochrist est administrée par un conseil municipal composé de 29 membres.

### Liste des maires
| Période                                  | Période      | Identité                       | Étiquette             | Qualité |
| ---------------------------------------- | ------------ | ------------------------------ | --------------------- | --- |
| Les données manquantes sont à compléter. |              |                                |                       | |
| avant 1804                               | 1809         | Olivier Le Prizart             |                       | |
| 1809                                     | 1813         | François Alexis Conan          |                       | Cultivateur. |
| 1813                                     | 1837 (décès) | Pierre Michel Kerlero de Rosbo |                       | Lieutenant de vaisseau. Conseiller d'arrondissement. Chevalier de Saint-Louis. |
| 1837                                     | 1877         | Julien Le Moing                |                       | Laboureur. Chevalier de la Légion d'honneur en 1865 « pour 25 ans de services municipaux ».                                                                                              |
| 1877                                     | 1898         | Jules Blanquart de la Barrière |                       | Rentier. |
| 1898                                     | 1904         | Julien Le Grand                |                       | |
| mai 1904                                 | 1945         | Julien Le Grand                | Républicain puis Rad. | Négociant en bois. Neveu de Julien Le Grand, maire précédent. Conseiller général d'Hennebont (1919 → 1922). Conseiller d'arrondissement (1901 → 1913). Chevalier de la Légion d'honneur. |
| mai 1945                                 | 26 mars 1977 | François Giovannelli           | SFIO puis PS          | Comptable aux Forges puis directeur de coopérative, résistant |
| 26 mars 1977                             | 17 mars 2001 | Jean Giovannelli               | PS                    | Professeur de sciences physiques. Député du Morbihan (1981 → 1993) Vice-président du District du Pays de Lorient                                                                         |
| 17 mars 2001                             | 28 mars 2014 | Jean-Pierre Bageot             | PS                    | Cadre supérieur du privé. |
| 28 mars 2014 Réélue en 2020              | En cours     | Armelle Nicolas                | LDIV                  | Fonctionnaire retraitée Conseillère régionale de Bretagne (2022 → ) 6e vice-présidente de Lorient Agglomération (2020 → ).                                                               |

### Jumelages
Parres (Espagne)
| Ville | Ville  | Pays | Pays    |
| ----- | ------ | ---- | ------- |
|       | Parres |      | Espagne |

## Population et société

### Démographie

#### Évolution démographique
L'évolution du nombre d'habitants est connue à travers les recensements de la population effectués dans la commune depuis 1793. Pour les communes de moins de 10 000 habitants, une enquête de recensement portant sur toute la population est réalisée tous les cinq ans, les populations de référence des années intermédiaires étant quant à elles estimées par interpolation ou extrapolation. Pour la commune, le premier recensement exhaustif entrant dans le cadre du nouveau dispositif a été réalisé en 2007.

En 2022, la commune comptait 6 631 habitants, en évolution de +2,05 % par rapport à 2016 (Morbihan : +3,82 %, France hors Mayotte : +2,11 %).
| 1793  | 1800  | 1806  | 1821  | 1831  | 1836  | 1841  | 1846  | 1851  |
| ----- | ----- | ----- | ----- | ----- | ----- | ----- | ----- | ----- |
| 2 466 | 2 864 | 2 364 | 2 413 | 2 300 | 2 400 | 2 175 | 2 245 | 2 260 |

| 1856  | 1861  | 1866  | 1872  | 1876  | 1881  | 1886  | 1891  | 1896  |
| ----- | ----- | ----- | ----- | ----- | ----- | ----- | ----- | ----- |
| 2 109 | 2 193 | 2 438 | 2 490 | 2 766 | 2 815 | 2 999 | 3 436 | 3 748 |

| 1901  | 1906  | 1911  | 1921  | 1926  | 1931  | 1936  | 1946  | 1954  |
| ----- | ----- | ----- | ----- | ----- | ----- | ----- | ----- | ----- |
| 4 406 | 4 868 | 4 952 | 4 654 | 4 692 | 4 967 | 4 977 | 5 276 | 5 111 |

| 1962  | 1968  | 1975  | 1982  | 1990  | 1999  | 2006  | 2007  | 2012  |
| ----- | ----- | ----- | ----- | ----- | ----- | ----- | ----- | ----- |
| 5 071 | 4 714 | 5 069 | 5 594 | 5 541 | 5 395 | 5 619 | 5 650 | 6 246 |

| 2017  | 2022  | - | - | - | - | - | - | - |
| ----- | ----- | - | - | - | - | - | - | - |
| 6 526 | 6 631 | - | - | - | - | - | - | - |

#### Pyramide des âges
La population de la commune est relativement jeune.
En 2018, le taux de personnes d'un âge inférieur à 30 ans s'élève à 33,4 %, soit au-dessus de la moyenne départementale (31,2 %). À l'inverse, le taux de personnes d'âge supérieur à 60 ans est de 25,2 % la même année, alors qu'il est de 31,3 % au niveau départemental.
En 2018, la commune comptait 3 223 hommes pour 3 303 femmes, soit un taux de 50,61 % de femmes, légèrement inférieur au taux départemental (51,51 %).
Les pyramides des âges de la commune et du département s'établissent comme suit.
| Hommes | Classe d’âge | Femmes |
| ------ | ------------ | ------ |
| 0,3    | 90 ou +      | 1,0    |
| 5,7    | 75-89 ans    | 8,6    |
| 17,1   | 60-74 ans    | 17,5   |
| 22,7   | 45-59 ans    | 20,5   |
| 19,6   | 30-44 ans    | 19,8   |
| 13,6   | 15-29 ans    | 12,7   |
| 21,0   | 0-14 ans     | 19,7   |

| Hommes | Classe d’âge | Femmes |
| ------ | ------------ | ------ |
| 0,8    | 90 ou +      | 2,2    |
| 8,5    | 75-89 ans    | 11,6   |
| 20,5   | 60-74 ans    | 21,6   |
| 20,6   | 45-59 ans    | 20     |
| 17     | 30-44 ans    | 16,3   |
| 15,5   | 15-29 ans    | 13     |
| 17,1   | 0-14 ans     | 15,2   |

### Enseignement
La commune compte cinq écoles publiques (école Les Lucioles (Lochrist, maternelle), école la Forgerine (Lochrist, primaire), école de Kerglaw (La Montagne), école de la Châtaigneraie (Penquesten) et école Jules Ferry (Inzinzac)) réparties dans les différents quartiers, et deux écoles privées (école Notre-Dame de Lochrist (Lochrist) et école Notre-Dame de Lourdes (Inzinzac)).
Sauf dérogation, les élèves poursuivent leur scolarité au collège Paul Langevin puis au lycée Victor Hugo d'Hennebont.

### Sports
- Canoë-kayak : C.L.P.I. Canoë

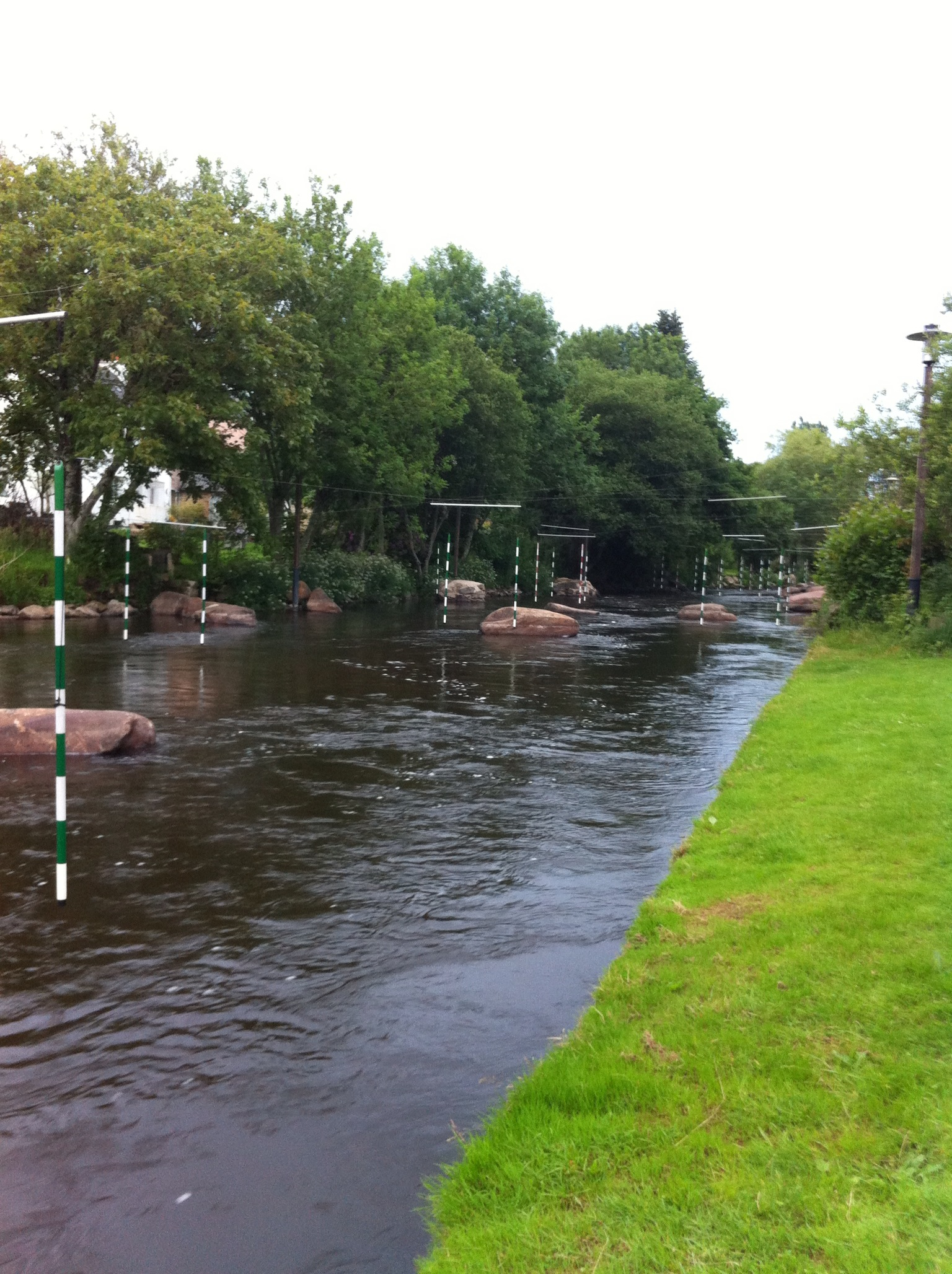
Le Parc d'Eau Vive à Inzinzac-Lochrist

  - Le C.L.P.I. Canoë est une association sportive de canoë-kayak. L'association propose la découverte de la pratique du canoë et du kayak en eau calme, en rivière et en mer dès l’âge de 7 ans[104].
- Football
  - Le club de football l'AS Penquesten.
  - Le club de l'Union sportive montagnarde se situe dans la commune. Il a été plusieurs fois en 8e de finale de coupe de France, mais aussi en 3e Division il y a une vingtaine d'années. En 2022 le club est en National 3.
  - Le club de football la Fleur d'Ajonc d'Inzinzac.
- Escalade

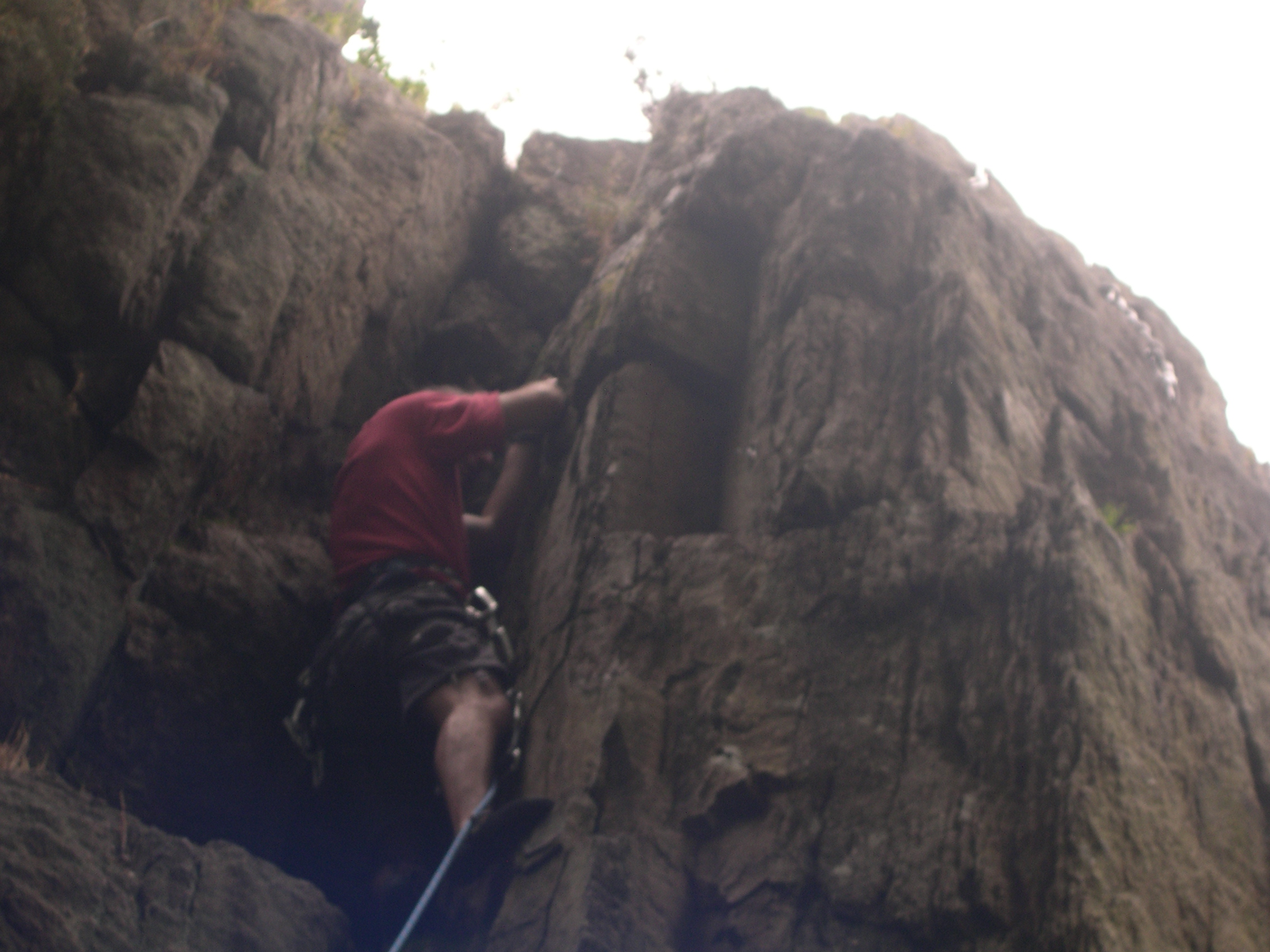
Escalade à la Chaise du Diable.

- - Il existe un site d'escalade au bord du Blavet au nord de Lochrist, nommé La Chaise du Diable.

## Culture, évènements et patrimoine

### Sites et monuments
- Eglise Saint-Pierre (Inzinzac). L’église actuelle à nef unique a été édifiée en 1929. Elle a remplacé une église romane connue par les dessins  de l’abbé Boutin réalisés en 1924. Celle-ci comportait neuf travées[105] avec bas-côtés, transept et chœur à chevet plat[106]. Elle était ornée de nombreux chapiteaux sculptés. Elle avait subi des modifications au XVe siècle et au XVIIIe siècle. De l’édifice roman ne subsitent que quatre colonnes à chapiteaux sculptés (volutes, masques triangulaires, treillis) datant du XIIe siècle, réemployées aux angles du chœur moderne[105]. La maîtresse-vitre du chœur date du XVe siècle[107] avec fragments de vitraux du XVIe siècle. L’église abrite plusieurs statues anciennes (XVIe siècle, XVIIIe siècle)[106] ;
- Église Notre-Dame-des-Victoires (XIXe siècle)[106] ;
- Église Sainte-Croix (1902)[108] ;
- Écomusée industriel des Forges d'Inzinzac-Lochrist[109] ;
- Manoir de Brangolo Izel date des XVIe et XVIIe siècles, il est inscrit à l'inventaire général du patrimoine culturel[110] ;
- Manoir de Goré date des XVIe et XVIIe siècles, il est inscrit à l'inventaire général du patrimoine culturel[111] ;
- Manoir de Keroman date du XVIIe siècle, il est inscrit à l'inventaire général du patrimoine culturel[112] ;
- Manoir de Kerrio date du XVIIe siècle, il est inscrit à l'inventaire général du patrimoine culturel[113] ;
- Manoir de Perroz date des XVIIe et XVIIIe siècles, il est détruit et inscrit à l'inventaire général du patrimoine culturel[114] ;
- Manoir de Ty Mat date du XIXe siècle, il est inscrit à l'inventaire général du patrimoine culturel[115] ;
- Manoir de Ty Nehue date des XVIIIe et XIXe siècles, il est inscrit à l'inventaire général du patrimoine culturel[116] ;
- Château de Kermat (XVIIe siècle XVIIIe siècle )[106]. Il Il est inscrit à l'inventaire général du patrimoine culturel[117] ;
- Château de Locqueltas (XXe siècle)[106]. Il est inscrit à l'inventaire général du patrimoine culturel[118] ;
- Château du Ty-Mat (XVIIe siècle)[106] ;
- Château de Kerglaw, ancienne maison du maître de forges, actuelle médiathèque municipale (quartier de La Montagne) ;
- Mausolée de Don Charles de Gouandour, ancien recteur de la paroisse d'Inzinzac, décédé en 1684 (visible au centre du cimetière d'Inzinzac) ;

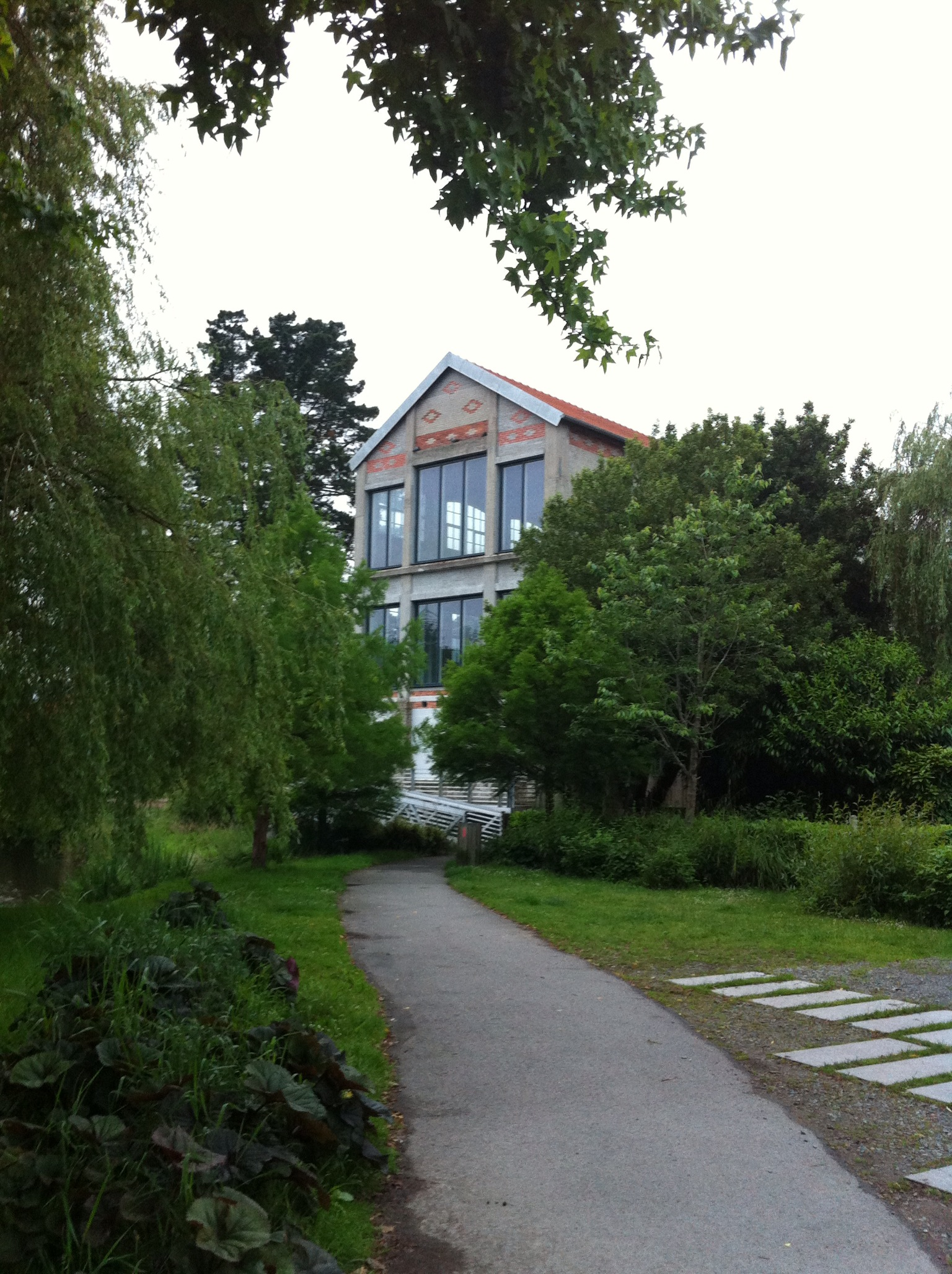
Salle de la Charpenterie (communale).

- Vallée du Blavet ;
- Forêt de Trémelin ;
- Parc du Bunz.

### Équipements culturels
- Cinéma Le Vulcain : Inzinzac-Lochrist bénéficie de la présence du seul cinéma associatif du pays de Lorient. Avec une seule salle d'une capacité de 180 places, le cinéma Le Vulcain projette des films tout public, pour enfants, que ce soit en sortie nationale ou en catégorie Art & Essai. Le cinéma fait venir parfois des réalisateurs et des acteurs pour des soirées spéciales.
- Le Trio-Théâtre du Blavet est une salle de spectacle inaugurée en septembre 2007, avec une programmation de Spectacles tous publics, tarifs attractifs (pass tous âges confondus). Programmation orientée vers le jeune public et les arts du cirque.

### Évènements
- 24H Kayak : le temps d’un weekend, le premier du mois de juin, les participants s’affrontent sur l’eau du Parc d’eau vive de Locastel. Le week-end attire chaque année plus de 10 000 spectateurs à Inzinzac-Lochrist.
- Carnaval : la commune organise chaque année un carnaval, où sont présents écoles, associations, et citoyens notamment. Le carnaval tourne sur les différents quartiers de la ville.

### Livres
- Joseph Jigourel : Mon pauvre garçon ! Cronique villageoise, 1995, e-book[119].

## Personnalités liées à la commune
- Jean Giovannelli, né à Inzinzac-Lochrist en 1939, footballeur, entraîneur puis président de l'US Montagnarde, maire de la commune et député du Morbihan.
- Nono, né à Inzinzac-Lochrist en 1949, dessinateur de presse, collaborant notamment pour Le Télégramme et Le Peuple breton, le mensuel de l'Union démocratique bretonne (UDB).
- Stéphane Le Mignan[réf. nécessaire], ex-entraîneur des clubs de football du Vannes OC et de l'US Boulogne CO. Actuel entraîneur de l'Union sportive Créteil-Lusitanos. Il commença sa carrière en tant que joueur à l'US Montagnarde.
- Pierrick Lilliu, chanteur de pop-rock, finaliste (2e) au télé-crochet Nouvelle Star sur M6 en 2005.
- Nyco Lilliu, chanteur de pop, ayant notamment pris part à la comédie musicale Robin des Bois aux côtés de M. Pokora.
- Warren Barguil[réf. nécessaire], coureur cycliste, 14e du Tour de France 2015 et 10e du Tour de France 2017. Détenteur de deux victoires d'étapes au Tour d'Espagne 2013 et de deux victoires d'étapes au Tour de France 2017.